# فهرست سیارک‌ها (۱۳۲۰۰۱–۱۳۳۰۰۱)
فهرست سیارک‌ها (۱۳۲۰۰۱ - ۱۳۳۰۰۱) فهرست سیارک‌ها از ۱۳۲۰۰۱ تا ۱۳۳۰۰۱ است.
| نام    | نام انگلیسی | تاریخ کشف       |
| ------ | ----------- | --------------- |
| ۱۳۲۰۰۱ | 2002 CB98   | ۷ فوریه ۲۰۰۲    |
| ۱۳۲۰۰۲ | 2002 CP98   | ۷ فوریه ۲۰۰۲    |
| ۱۳۲۰۰۳ | 2002 CB99   | ۷ فوریه ۲۰۰۲    |
| ۱۳۲۰۰۴ | 2002 CK99   | ۷ فوریه ۲۰۰۲    |
| ۱۳۲۰۰۵ | 2002 CN99   | ۷ فوریه ۲۰۰۲    |
| ۱۳۲۰۰۶ | 2002 CU99   | ۷ فوریه ۲۰۰۲    |
| ۱۳۲۰۰۷ | 2002 CC100  | ۷ فوریه ۲۰۰۲    |
| ۱۳۲۰۰۸ | 2002 CG100  | ۷ فوریه ۲۰۰۲    |
| ۱۳۲۰۰۹ | 2002 CL100  | ۷ فوریه ۲۰۰۲    |
| ۱۳۲۰۱۰ | 2002 CO100  | ۷ فوریه ۲۰۰۲    |
| ۱۳۲۰۱۱ | 2002 CM102  | ۷ فوریه ۲۰۰۲    |
| ۱۳۲۰۱۲ | 2002 CV103  | ۷ فوریه ۲۰۰۲    |
| ۱۳۲۰۱۳ | 2002 CU104  | ۷ فوریه ۲۰۰۲    |
| ۱۳۲۰۱۴ | 2002 CL105  | ۷ فوریه ۲۰۰۲    |
| ۱۳۲۰۱۵ | 2002 CT105  | ۷ فوریه ۲۰۰۲    |
| ۱۳۲۰۱۶ | 2002 CZ105  | ۷ فوریه ۲۰۰۲    |
| ۱۳۲۰۱۷ | 2002 CC106  | ۷ فوریه ۲۰۰۲    |
| ۱۳۲۰۱۸ | 2002 CD107  | ۷ فوریه ۲۰۰۲    |
| ۱۳۲۰۱۹ | 2002 CG108  | ۷ فوریه ۲۰۰۲    |
| ۱۳۲۰۲۰ | 2002 CT109  | ۷ فوریه ۲۰۰۲    |
| ۱۳۲۰۲۱ | 2002 CX111  | ۷ فوریه ۲۰۰۲    |
| ۱۳۲۰۲۲ | 2002 CG112  | ۷ فوریه ۲۰۰۲    |
| ۱۳۲۰۲۳ | 2002 CR112  | ۷ فوریه ۲۰۰۲    |
| ۱۳۲۰۲۴ | 2002 CF114  | ۸ فوریه ۲۰۰۲    |
| ۱۳۲۰۲۵ | 2002 CJ114  | ۸ فوریه ۲۰۰۲    |
| ۱۳۲۰۲۶ | 2002 CO114  | ۸ فوریه ۲۰۰۲    |
| ۱۳۲۰۲۷ | 2002 CE115  | ۹ فوریه ۲۰۰۲    |
| ۱۳۲۰۲۸ | 2002 CN115  | ۱۴ فوریه ۲۰۰۲   |
| ۱۳۲۰۲۹ | 2002 CB118  | ۱۴ فوریه ۲۰۰۲   |
| ۱۳۲۰۳۰ | 2002 CB119  | ۷ فوریه ۲۰۰۲    |
| ۱۳۲۰۳۱ | 2002 CA121  | ۷ فوریه ۲۰۰۲    |
| ۱۳۲۰۳۲ | 2002 CO123  | ۷ فوریه ۲۰۰۲    |
| ۱۳۲۰۳۳ | 2002 CJ124  | ۷ فوریه ۲۰۰۲    |
| ۱۳۲۰۳۴ | 2002 CM124  | ۷ فوریه ۲۰۰۲    |
| ۱۳۲۰۳۵ | 2002 CQ124  | ۷ فوریه ۲۰۰۲    |
| ۱۳۲۰۳۶ | 2002 CC125  | ۷ فوریه ۲۰۰۲    |
| ۱۳۲۰۳۷ | 2002 CS127  | ۷ فوریه ۲۰۰۲    |
| ۱۳۲۰۳۸ | 2002 CV128  | ۷ فوریه ۲۰۰۲    |
| ۱۳۲۰۳۹ | 2002 CY128  | ۷ فوریه ۲۰۰۲    |
| ۱۳۲۰۴۰ | 2002 CE129  | ۷ فوریه ۲۰۰۲    |
| ۱۳۲۰۴۱ | 2002 CL129  | ۷ فوریه ۲۰۰۲    |
| ۱۳۲۰۴۲ | 2002 CM130  | ۷ فوریه ۲۰۰۲    |
| ۱۳۲۰۴۳ | 2002 CO131  | ۷ فوریه ۲۰۰۲    |
| ۱۳۲۰۴۴ | 2002 CP132  | ۷ فوریه ۲۰۰۲    |
| ۱۳۲۰۴۵ | 2002 CY132  | ۷ فوریه ۲۰۰۲    |
| ۱۳۲۰۴۶ | 2002 CT134  | ۷ فوریه ۲۰۰۲    |
| ۱۳۲۰۴۷ | 2002 CV136  | ۸ فوریه ۲۰۰۲    |
| ۱۳۲۰۴۸ | 2002 CF137  | ۸ فوریه ۲۰۰۲    |
| ۱۳۲۰۴۹ | 2002 CG137  | ۸ فوریه ۲۰۰۲    |
| ۱۳۲۰۵۰ | 2002 CV138  | ۸ فوریه ۲۰۰۲    |
| ۱۳۲۰۵۱ | 2002 CX138  | ۸ فوریه ۲۰۰۲    |
| ۱۳۲۰۵۲ | 2002 CB139  | ۸ فوریه ۲۰۰۲    |
| ۱۳۲۰۵۳ | 2002 CD139  | ۸ فوریه ۲۰۰۲    |
| ۱۳۲۰۵۴ | 2002 CN139  | ۸ فوریه ۲۰۰۲    |
| ۱۳۲۰۵۵ | 2002 CA140  | ۸ فوریه ۲۰۰۲    |
| ۱۳۲۰۵۶ | 2002 CA141  | ۸ فوریه ۲۰۰۲    |
| ۱۳۲۰۵۷ | 2002 CG141  | ۸ فوریه ۲۰۰۲    |
| ۱۳۲۰۵۸ | 2002 CE142  | ۸ فوریه ۲۰۰۲    |
| ۱۳۲۰۵۹ | 2002 CJ142  | ۸ فوریه ۲۰۰۲    |
| ۱۳۲۰۶۰ | 2002 CH143  | ۹ فوریه ۲۰۰۲    |
| ۱۳۲۰۶۱ | 2002 CX143  | ۹ فوریه ۲۰۰۲    |
| ۱۳۲۰۶۲ | 2002 CR144  | ۹ فوریه ۲۰۰۲    |
| ۱۳۲۰۶۳ | 2002 CZ145  | ۹ فوریه ۲۰۰۲    |
| ۱۳۲۰۶۴ | 2002 CJ146  | ۹ فوریه ۲۰۰۲    |
| ۱۳۲۰۶۵ | 2002 CX146  | ۹ فوریه ۲۰۰۲    |
| ۱۳۲۰۶۶ | 2002 CE147  | ۹ فوریه ۲۰۰۲    |
| ۱۳۲۰۶۷ | 2002 CQ147  | ۱۰ فوریه ۲۰۰۲   |
| ۱۳۲۰۶۸ | 2002 CY150  | ۱۰ فوریه ۲۰۰۲   |
| ۱۳۲۰۶۹ | 2002 CH152  | ۱۰ فوریه ۲۰۰۲   |
| ۱۳۲۰۷۰ | 2002 CC154  | ۹ فوریه ۲۰۰۲    |
| ۱۳۲۰۷۱ | 2002 CA159  | ۷ فوریه ۲۰۰۲    |
| ۱۳۲۰۷۲ | 2002 CU159  | ۷ فوریه ۲۰۰۲    |
| ۱۳۲۰۷۳ | 2002 CA160  | ۸ فوریه ۲۰۰۲    |
| ۱۳۲۰۷۴ | 2002 CQ160  | ۸ فوریه ۲۰۰۲    |
| ۱۳۲۰۷۵ | 2002 CC161  | ۸ فوریه ۲۰۰۲    |
| ۱۳۲۰۷۶ | 2002 CN162  | ۸ فوریه ۲۰۰۲    |
| ۱۳۲۰۷۷ | 2002 CW163  | ۸ فوریه ۲۰۰۲    |
| ۱۳۲۰۷۸ | 2002 CE164  | ۸ فوریه ۲۰۰۲    |
| ۱۳۲۰۷۹ | 2002 CG165  | ۸ فوریه ۲۰۰۲    |
| ۱۳۲۰۸۰ | 2002 CS165  | ۸ فوریه ۲۰۰۲    |
| ۱۳۲۰۸۱ | 2002 CX165  | ۸ فوریه ۲۰۰۲    |
| ۱۳۲۰۸۲ | 2002 CY165  | ۸ فوریه ۲۰۰۲    |
| ۱۳۲۰۸۳ | 2002 CG167  | ۸ فوریه ۲۰۰۲    |
| ۱۳۲۰۸۴ | 2002 CS169  | ۸ فوریه ۲۰۰۲    |
| ۱۳۲۰۸۵ | 2002 CV169  | ۸ فوریه ۲۰۰۲    |
| ۱۳۲۰۸۶ | 2002 CN170  | ۸ فوریه ۲۰۰۲    |
| ۱۳۲۰۸۷ | 2002 CA171  | ۸ فوریه ۲۰۰۲    |
| ۱۳۲۰۸۸ | 2002 CY172  | ۸ فوریه ۲۰۰۲    |
| ۱۳۲۰۸۹ | 2002 CG173  | ۸ فوریه ۲۰۰۲    |
| ۱۳۲۰۹۰ | 2002 CV173  | ۸ فوریه ۲۰۰۲    |
| ۱۳۲۰۹۱ | 2002 CC175  | ۹ فوریه ۲۰۰۲    |
| ۱۳۲۰۹۲ | 2002 CR177  | ۱۰ فوریه ۲۰۰۲   |
| ۱۳۲۰۹۳ | 2002 CW181  | ۱۰ فوریه ۲۰۰۲   |
| ۱۳۲۰۹۴ | 2002 CH186  | ۱۰ فوریه ۲۰۰۲   |
| ۱۳۲۰۹۵ | 2002 CD191  | ۱۰ فوریه ۲۰۰۲   |
| ۱۳۲۰۹۶ | 2002 CW194  | ۱۰ فوریه ۲۰۰۲   |
| ۱۳۲۰۹۷ | 2002 CE202  | ۱۰ فوریه ۲۰۰۲   |
| ۱۳۲۰۹۸ | 2002 CC206  | ۱۰ فوریه ۲۰۰۲   |
| ۱۳۲۰۹۹ | 2002 CS206  | ۱۰ فوریه ۲۰۰۲   |
| ۱۳۲۱۰۰ | 2002 CU207  | ۱۰ فوریه ۲۰۰۲   |
| ۱۳۲۱۰۱ | 2002 CY208  | ۱۰ فوریه ۲۰۰۲   |
| ۱۳۲۱۰۲ | 2002 CZ210  | ۱۰ فوریه ۲۰۰۲   |
| ۱۳۲۱۰۳ | 2002 CV211  | ۱۰ فوریه ۲۰۰۲   |
| ۱۳۲۱۰۴ | 2002 CM212  | ۱۰ فوریه ۲۰۰۲   |
| ۱۳۲۱۰۵ | 2002 CA213  | ۱۰ فوریه ۲۰۰۲   |
| ۱۳۲۱۰۶ | 2002 CF213  | ۱۰ فوریه ۲۰۰۲   |
| ۱۳۲۱۰۷ | 2002 CR214  | ۱۰ فوریه ۲۰۰۲   |
| ۱۳۲۱۰۸ | 2002 CP215  | ۱۰ فوریه ۲۰۰۲   |
| ۱۳۲۱۰۹ | 2002 CS217  | ۱۰ فوریه ۲۰۰۲   |
| ۱۳۲۱۱۰ | 2002 CV217  | ۱۰ فوریه ۲۰۰۲   |
| ۱۳۲۱۱۱ | 2002 CA219  | ۱۰ فوریه ۲۰۰۲   |
| ۱۳۲۱۱۲ | 2002 CX219  | ۱۰ فوریه ۲۰۰۲   |
| ۱۳۲۱۱۳ | 2002 CN223  | ۱۱ فوریه ۲۰۰۲   |
| ۱۳۲۱۱۴ | 2002 CE224  | ۱۱ فوریه ۲۰۰۲   |
| ۱۳۲۱۱۵ | 2002 CL225  | ۱۵ فوریه ۲۰۰۲   |
| ۱۳۲۱۱۶ | 2002 CR225  | ۴ فوریه ۲۰۰۲    |
| ۱۳۲۱۱۷ | 2002 CT226  | ۵ فوریه ۲۰۰۲    |
| ۱۳۲۱۱۸ | 2002 CG228  | ۶ فوریه ۲۰۰۲    |
| ۱۳۲۱۱۹ | 2002 CY229  | ۱۰ فوریه ۲۰۰۲   |
| ۱۳۲۱۲۰ | 2002 CL230  | ۱۲ فوریه ۲۰۰۲   |
| ۱۳۲۱۲۱ | 2002 CW233  | ۱۱ فوریه ۲۰۰۲   |
| ۱۳۲۱۲۲ | 2002 CZ233  | ۱۱ فوریه ۲۰۰۲   |
| ۱۳۲۱۲۳ | 2002 CT237  | ۱۰ فوریه ۲۰۰۲   |
| ۱۳۲۱۲۴ | 2002 CW237  | ۱۰ فوریه ۲۰۰۲   |
| ۱۳۲۱۲۵ | 2002 CT239  | ۱۱ فوریه ۲۰۰۲   |
| ۱۳۲۱۲۶ | 2002 CE240  | ۱۱ فوریه ۲۰۰۲   |
| ۱۳۲۱۲۷ | 2002 CO241  | ۱۱ فوریه ۲۰۰۲   |
| ۱۳۲۱۲۸ | 2002 CG242  | ۱۱ فوریه ۲۰۰۲   |
| ۱۳۲۱۲۹ | 2002 CB243  | ۱۱ فوریه ۲۰۰۲   |
| ۱۳۲۱۳۰ | 2002 CH245  | ۱۳ فوریه ۲۰۰۲   |
| ۱۳۲۱۳۱ | 2002 CX246  | ۱۵ فوریه ۲۰۰۲   |
| ۱۳۲۱۳۲ | 2002 CL247  | ۱۵ فوریه ۲۰۰۲   |
| ۱۳۲۱۳۳ | 2002 CP247  | ۱۵ فوریه ۲۰۰۲   |
| ۱۳۲۱۳۴ | 2002 CV248  | ۱۴ فوریه ۲۰۰۲   |
| ۱۳۲۱۳۵ | 2002 CN249  | ۱۵ فوریه ۲۰۰۲   |
| ۱۳۲۱۳۶ | 2002 CA252  | ۳ فوریه ۲۰۰۲    |
| ۱۳۲۱۳۷ | 2002 CZ255  | ۴ فوریه ۲۰۰۲    |
| ۱۳۲۱۳۸ | 2002 CA259  | ۶ فوریه ۲۰۰۲    |
| ۱۳۲۱۳۹ | 2002 CH269  | ۷ فوریه ۲۰۰۲    |
| ۱۳۲۱۴۰ | 2002 CT270  | ۷ فوریه ۲۰۰۲    |
| ۱۳۲۱۴۱ | 2002 CJ272  | ۸ فوریه ۲۰۰۲    |
| ۱۳۲۱۴۲ | 2002 CU272  | ۸ فوریه ۲۰۰۲    |
| ۱۳۲۱۴۳ | 2002 CS277  | ۷ فوریه ۲۰۰۲    |
| ۱۳۲۱۴۴ | 2002 CM280  | ۷ فوریه ۲۰۰۲    |
| ۱۳۲۱۴۵ | 2002 CU281  | ۸ فوریه ۲۰۰۲    |
| ۱۳۲۱۴۶ | 2002 CJ283  | ۸ فوریه ۲۰۰۲    |
| ۱۳۲۱۴۷ | 2002 CT284  | ۹ فوریه ۲۰۰۲    |
| ۱۳۲۱۴۸ | 2002 CW284  | ۹ فوریه ۲۰۰۲    |
| ۱۳۲۱۴۹ | 2002 CN287  | ۹ فوریه ۲۰۰۲    |
| ۱۳۲۱۵۰ | 2002 CB288  | ۹ فوریه ۲۰۰۲    |
| ۱۳۲۱۵۱ | 2002 CV298  | ۱۱ فوریه ۲۰۰۲   |
| ۱۳۲۱۵۲ | 2002 CY298  | ۱۱ فوریه ۲۰۰۲   |
| ۱۳۲۱۵۳ | 2002 CJ307  | ۸ فوریه ۲۰۰۲    |
| ۱۳۲۱۵۴ | 2002 CQ307  | ۸ فوریه ۲۰۰۲    |
| ۱۳۲۱۵۵ | 2002 CO310  | ۷ فوریه ۲۰۰۲    |
| ۱۳۲۱۵۶ | 2002 CK311  | ۱۰ فوریه ۲۰۰۲   |
| ۱۳۲۱۵۷ | 2002 DD7    | ۲۰ فوریه ۲۰۰۲   |
| ۱۳۲۱۵۸ | 2002 DQ10   | ۲۰ فوریه ۲۰۰۲   |
| ۱۳۲۱۵۹ | 2002 EP2    | ۸ مارس ۲۰۰۲     |
| ۱۳۲۱۶۰ | 2002 ES2    | ۸ مارس ۲۰۰۲     |
| ۱۳۲۱۶۱ | 2002 EZ6    | ۶ مارس ۲۰۰۲     |
| ۱۳۲۱۶۲ | 2002 EJ8    | ۷ مارس ۲۰۰۲     |
| ۱۳۲۱۶۳ | 2002 EM9    | ۱۴ مارس ۲۰۰۲    |
| ۱۳۲۱۶۴ | 2002 ED10   | ۱۴ مارس ۲۰۰۲    |
| ۱۳۲۱۶۵ | 2002 EM13   | ۳ مارس ۲۰۰۲     |
| ۱۳۲۱۶۶ | 2002 EO13   | ۳ مارس ۲۰۰۲     |
| ۱۳۲۱۶۷ | 2002 EH17   | ۵ مارس ۲۰۰۲     |
| ۱۳۲۱۶۸ | 2002 EC19   | ۶ مارس ۲۰۰۲     |
| ۱۳۲۱۶۹ | 2002 EE20   | ۹ مارس ۲۰۰۲     |
| ۱۳۲۱۷۰ | 2002 EA21   | ۱۰ مارس ۲۰۰۲    |
| ۱۳۲۱۷۱ | 2002 EV21   | ۱۰ مارس ۲۰۰۲    |
| ۱۳۲۱۷۲ | 2002 EZ21   | ۱۰ مارس ۲۰۰۲    |
| ۱۳۲۱۷۳ | 2002 EU22   | ۱۰ مارس ۲۰۰۲    |
| ۱۳۲۱۷۴ | 2002 EX22   | ۱۰ مارس ۲۰۰۲    |
| ۱۳۲۱۷۵ | 2002 EA24   | ۵ مارس ۲۰۰۲     |
| ۱۳۲۱۷۶ | 2002 EK26   | ۱۰ مارس ۲۰۰۲    |
| ۱۳۲۱۷۷ | 2002 EN26   | ۱۰ مارس ۲۰۰۲    |
| ۱۳۲۱۷۸ | 2002 EC27   | ۹ مارس ۲۰۰۲     |
| ۱۳۲۱۷۹ | 2002 EL27   | ۹ مارس ۲۰۰۲     |
| ۱۳۲۱۸۰ | 2002 ET27   | ۹ مارس ۲۰۰۲     |
| ۱۳۲۱۸۱ | 2002 EV27   | ۹ مارس ۲۰۰۲     |
| ۱۳۲۱۸۲ | 2002 EZ27   | ۹ مارس ۲۰۰۲     |
| ۱۳۲۱۸۳ | 2002 EF28   | ۹ مارس ۲۰۰۲     |
| ۱۳۲۱۸۴ | 2002 EN28   | ۹ مارس ۲۰۰۲     |
| ۱۳۲۱۸۵ | 2002 ER28   | ۹ مارس ۲۰۰۲     |
| ۱۳۲۱۸۶ | 2002 EW29   | ۹ مارس ۲۰۰۲     |
| ۱۳۲۱۸۷ | 2002 EC30   | ۹ مارس ۲۰۰۲     |
| ۱۳۲۱۸۸ | 2002 EW30   | ۹ مارس ۲۰۰۲     |
| ۱۳۲۱۸۹ | 2002 EG31   | ۹ مارس ۲۰۰۲     |
| ۱۳۲۱۹۰ | 2002 EN34   | ۱۱ مارس ۲۰۰۲    |
| ۱۳۲۱۹۱ | 2002 EF37   | ۹ مارس ۲۰۰۲     |
| ۱۳۲۱۹۲ | 2002 EQ39   | ۹ مارس ۲۰۰۲     |
| ۱۳۲۱۹۳ | 2002 EY39   | ۹ مارس ۲۰۰۲     |
| ۱۳۲۱۹۴ | 2002 EM41   | ۱۲ مارس ۲۰۰۲    |
| ۱۳۲۱۹۵ | 2002 EQ42   | ۱۲ مارس ۲۰۰۲    |
| ۱۳۲۱۹۶ | 2002 EU42   | ۱۲ مارس ۲۰۰۲    |
| ۱۳۲۱۹۷ | 2002 ES44   | ۱۰ مارس ۲۰۰۲    |
| ۱۳۲۱۹۸ | 2002 EX44   | ۱۰ مارس ۲۰۰۲    |
| ۱۳۲۱۹۹ | 2002 EB45   | ۱۰ مارس ۲۰۰۲    |
| ۱۳۲۲۰۰ | 2002 EQ45   | ۱۱ مارس ۲۰۰۲    |
| ۱۳۲۲۰۱ | 2002 EO50   | ۱۲ مارس ۲۰۰۲    |
| ۱۳۲۲۰۲ | 2002 EV51   | ۹ مارس ۲۰۰۲     |
| ۱۳۲۲۰۳ | 2002 EK52   | ۹ مارس ۲۰۰۲     |
| ۱۳۲۲۰۴ | 2002 EO53   | ۱۳ مارس ۲۰۰۲    |
| ۱۳۲۲۰۵ | 2002 EU53   | ۱۳ مارس ۲۰۰۲    |
| ۱۳۲۲۰۶ | 2002 EP56   | ۱۳ مارس ۲۰۰۲    |
| ۱۳۲۲۰۷ | 2002 EQ56   | ۱۳ مارس ۲۰۰۲    |
| ۱۳۲۲۰۸ | 2002 EG57   | ۱۳ مارس ۲۰۰۲    |
| ۱۳۲۲۰۹ | 2002 EN57   | ۱۳ مارس ۲۰۰۲    |
| ۱۳۲۲۱۰ | 2002 ED58   | ۱۳ مارس ۲۰۰۲    |
| ۱۳۲۲۱۱ | 2002 EM58   | ۱۳ مارس ۲۰۰۲    |
| ۱۳۲۲۱۲ | 2002 EH59   | ۱۳ مارس ۲۰۰۲    |
| ۱۳۲۲۱۳ | 2002 ES59   | ۱۳ مارس ۲۰۰۲    |
| ۱۳۲۲۱۴ | 2002 EC60   | ۱۳ مارس ۲۰۰۲    |
| ۱۳۲۲۱۵ | 2002 EL61   | ۱۳ مارس ۲۰۰۲    |
| ۱۳۲۲۱۶ | 2002 EU63   | ۱۳ مارس ۲۰۰۲    |
| ۱۳۲۲۱۷ | 2002 EQ64   | ۱۳ مارس ۲۰۰۲    |
| ۱۳۲۲۱۸ | 2002 EX64   | ۱۳ مارس ۲۰۰۲    |
| ۱۳۲۲۱۹ | 2002 EL65   | ۱۳ مارس ۲۰۰۲    |
| ۱۳۲۲۲۰ | 2002 EM66   | ۱۳ مارس ۲۰۰۲    |
| ۱۳۲۲۲۱ | 2002 ES67   | ۱۳ مارس ۲۰۰۲    |
| ۱۳۲۲۲۲ | 2002 EG68   | ۱۳ مارس ۲۰۰۲    |
| ۱۳۲۲۲۳ | 2002 ET69   | ۱۳ مارس ۲۰۰۲    |
| ۱۳۲۲۲۴ | 2002 EX69   | ۱۳ مارس ۲۰۰۲    |
| ۱۳۲۲۲۵ | 2002 EP70   | ۱۳ مارس ۲۰۰۲    |
| ۱۳۲۲۲۶ | 2002 EA71   | ۱۳ مارس ۲۰۰۲    |
| ۱۳۲۲۲۷ | 2002 EE71   | ۱۳ مارس ۲۰۰۲    |
| ۱۳۲۲۲۸ | 2002 EQ71   | ۱۳ مارس ۲۰۰۲    |
| ۱۳۲۲۲۹ | 2002 ET72   | ۱۳ مارس ۲۰۰۲    |
| ۱۳۲۲۳۰ | 2002 EU72   | ۱۳ مارس ۲۰۰۲    |
| ۱۳۲۲۳۱ | 2002 EN74   | ۱۳ مارس ۲۰۰۲    |
| ۱۳۲۲۳۲ | 2002 EP74   | ۱۳ مارس ۲۰۰۲    |
| ۱۳۲۲۳۳ | 2002 EV74   | ۱۳ مارس ۲۰۰۲    |
| ۱۳۲۲۳۴ | 2002 EU75   | ۱۴ مارس ۲۰۰۲    |
| ۱۳۲۲۳۵ | 2002 EE79   | ۱۰ مارس ۲۰۰۲    |
| ۱۳۲۲۳۶ | 2002 EH79   | ۱۰ مارس ۲۰۰۲    |
| ۱۳۲۲۳۷ | 2002 EL79   | ۱۰ مارس ۲۰۰۲    |
| ۱۳۲۲۳۸ | 2002 EC80   | ۱۲ مارس ۲۰۰۲    |
| ۱۳۲۲۳۹ | 2002 EF80   | ۱۲ مارس ۲۰۰۲    |
| ۱۳۲۲۴۰ | 2002 EQ81   | ۱۳ مارس ۲۰۰۲    |
| ۱۳۲۲۴۱ | 2002 EU84   | ۹ مارس ۲۰۰۲     |
| ۱۳۲۲۴۲ | 2002 EE85   | ۹ مارس ۲۰۰۲     |
| ۱۳۲۲۴۳ | 2002 EJ85   | ۹ مارس ۲۰۰۲     |
| ۱۳۲۲۴۴ | 2002 EB86   | ۹ مارس ۲۰۰۲     |
| ۱۳۲۲۴۵ | 2002 ED86   | ۹ مارس ۲۰۰۲     |
| ۱۳۲۲۴۶ | 2002 EQ86   | ۹ مارس ۲۰۰۲     |
| ۱۳۲۲۴۷ | 2002 EV87   | ۹ مارس ۲۰۰۲     |
| ۱۳۲۲۴۸ | 2002 EM90   | ۱۲ مارس ۲۰۰۲    |
| ۱۳۲۲۴۹ | 2002 EN92   | ۱۳ مارس ۲۰۰۲    |
| ۱۳۲۲۵۰ | 2002 ET93   | ۱۴ مارس ۲۰۰۲    |
| ۱۳۲۲۵۱ | 2002 EY94   | ۱۴ مارس ۲۰۰۲    |
| ۱۳۲۲۵۲ | 2002 EO97   | ۱۲ مارس ۲۰۰۲    |
| ۱۳۲۲۵۳ | 2002 EU100  | ۵ مارس ۲۰۰۲     |
| ۱۳۲۲۵۴ | 2002 EZ100  | ۶ مارس ۲۰۰۲     |
| ۱۳۲۲۵۵ | 2002 EC105  | ۹ مارس ۲۰۰۲     |
| ۱۳۲۲۵۶ | 2002 EV108  | ۹ مارس ۲۰۰۲     |
| ۱۳۲۲۵۷ | 2002 EW110  | ۹ مارس ۲۰۰۲     |
| ۱۳۲۲۵۸ | 2002 EM114  | ۱۰ مارس ۲۰۰۲    |
| ۱۳۲۲۵۹ | 2002 EY114  | ۱۰ مارس ۲۰۰۲    |
| ۱۳۲۲۶۰ | 2002 EM116  | ۹ مارس ۲۰۰۲     |
| ۱۳۲۲۶۱ | 2002 EJ118  | ۱۰ مارس ۲۰۰۲    |
| ۱۳۲۲۶۲ | 2002 EC123  | ۱۲ مارس ۲۰۰۲    |
| ۱۳۲۲۶۳ | 2002 EX123  | ۱۲ مارس ۲۰۰۲    |
| ۱۳۲۲۶۴ | 2002 EO124  | ۱۲ مارس ۲۰۰۲    |
| ۱۳۲۲۶۵ | 2002 EW125  | ۱۱ مارس ۲۰۰۲    |
| ۱۳۲۲۶۶ | 2002 EV127  | ۱۲ مارس ۲۰۰۲    |
| ۱۳۲۲۶۷ | 2002 EH131  | ۱۳ مارس ۲۰۰۲    |
| ۱۳۲۲۶۸ | 2002 EF133  | ۱۳ مارس ۲۰۰۲    |
| ۱۳۲۲۶۹ | 2002 EH135  | ۱۳ مارس ۲۰۰۲    |
| ۱۳۲۲۷۰ | 2002 EN138  | ۱۲ مارس ۲۰۰۲    |
| ۱۳۲۲۷۱ | 2002 ED141  | ۱۲ مارس ۲۰۰۲    |
| ۱۳۲۲۷۲ | 2002 EN141  | ۱۲ مارس ۲۰۰۲    |
| ۱۳۲۲۷۳ | 2002 EU141  | ۱۲ مارس ۲۰۰۲    |
| ۱۳۲۲۷۴ | 2002 EB145  | ۱۳ مارس ۲۰۰۲    |
| ۱۳۲۲۷۵ | 2002 EN145  | ۱۳ مارس ۲۰۰۲    |
| ۱۳۲۲۷۶ | 2002 EA149  | ۱۵ مارس ۲۰۰۲    |
| ۱۳۲۲۷۷ | 2002 EV150  | ۱۵ مارس ۲۰۰۲    |
| ۱۳۲۲۷۸ | 2002 EP152  | ۱۴ مارس ۲۰۰۲    |
| ۱۳۲۲۷۹ | 2002 EN155  | ۵ مارس ۲۰۰۲     |
| ۱۳۲۲۸۰ | 2002 FZ2    | ۱۶ مارس ۲۰۰۲    |
| ۱۳۲۲۸۱ | 2002 FY9    | ۱۶ مارس ۲۰۰۲    |
| ۱۳۲۲۸۲ | 2002 FQ12   | ۱۶ مارس ۲۰۰۲    |
| ۱۳۲۲۸۳ | 2002 FP13   | ۱۶ مارس ۲۰۰۲    |
| ۱۳۲۲۸۴ | 2002 FX13   | ۱۶ مارس ۲۰۰۲    |
| ۱۳۲۲۸۵ | 2002 FP14   | ۱۶ مارس ۲۰۰۲    |
| ۱۳۲۲۸۶ | 2002 FW14   | ۱۶ مارس ۲۰۰۲    |
| ۱۳۲۲۸۷ | 2002 FA16   | ۱۶ مارس ۲۰۰۲    |
| ۱۳۲۲۸۸ | 2002 FJ20   | ۱۸ مارس ۲۰۰۲    |
| ۱۳۲۲۸۹ | 2002 FD22   | ۱۹ مارس ۲۰۰۲    |
| ۱۳۲۲۹۰ | 2002 FK22   | ۱۹ مارس ۲۰۰۲    |
| ۱۳۲۲۹۱ | 2002 FY24   | ۱۹ مارس ۲۰۰۲    |
| ۱۳۲۲۹۲ | 2002 FV32   | ۲۱ مارس ۲۰۰۲    |
| ۱۳۲۲۹۳ | 2002 FS33   | ۲۰ مارس ۲۰۰۲    |
| ۱۳۲۲۹۴ | 2002 FF36   | ۲۱ مارس ۲۰۰۲    |
| ۱۳۲۲۹۴ | 2002 GC     | ۱ آوریل ۲۰۰۲    |
| ۱۳۲۲۹۶ | 2002 GB1    | ۴ آوریل ۲۰۰۲    |
| ۱۳۲۲۹۷ | 2002 GD1    | ۳ آوریل ۲۰۰۲    |
| ۱۳۲۲۹۸ | 2002 GD2    | ۶ آوریل ۲۰۰۲    |
| ۱۳۲۲۹۹ | 2002 GK3    | ۴ آوریل ۲۰۰۲    |
| ۱۳۲۳۰۰ | 2002 GT6    | ۱۲ آوریل ۲۰۰۲   |
| ۱۳۲۳۰۱ | 2002 GG7    | ۱۴ آوریل ۲۰۰۲   |
| ۱۳۲۳۰۲ | 2002 GK7    | ۱۴ آوریل ۲۰۰۲   |
| ۱۳۲۳۰۳ | 2002 GW8    | ۱۴ آوریل ۲۰۰۲   |
| ۱۳۲۳۰۴ | 2002 GH9    | ۱۵ آوریل ۲۰۰۲   |
| ۱۳۲۳۰۵ | 2002 GG11   | ۱۴ آوریل ۲۰۰۲   |
| ۱۳۲۳۰۶ | 2002 GQ11   | ۱۴ آوریل ۲۰۰۲   |
| ۱۳۲۳۰۷ | 2002 GH12   | ۱۵ آوریل ۲۰۰۲   |
| ۱۳۲۳۰۸ | 2002 GT12   | ۱۴ آوریل ۲۰۰۲   |
| ۱۳۲۳۰۹ | 2002 GV12   | ۱۴ آوریل ۲۰۰۲   |
| ۱۳۲۳۱۰ | 2002 GP13   | ۱۴ آوریل ۲۰۰۲   |
| ۱۳۲۳۱۱ | 2002 GY13   | ۱۴ آوریل ۲۰۰۲   |
| ۱۳۲۳۱۲ | 2002 GT14   | ۱۵ آوریل ۲۰۰۲   |
| ۱۳۲۳۱۳ | 2002 GL15   | ۱۵ آوریل ۲۰۰۲   |
| ۱۳۲۳۱۴ | 2002 GH16   | ۱۵ آوریل ۲۰۰۲   |
| ۱۳۲۳۱۵ | 2002 GU16   | ۱۵ آوریل ۲۰۰۲   |
| ۱۳۲۳۱۶ | 2002 GZ17   | ۱۵ آوریل ۲۰۰۲   |
| ۱۳۲۳۱۷ | 2002 GV18   | ۱۴ آوریل ۲۰۰۲   |
| ۱۳۲۳۱۸ | 2002 GW18   | ۱۴ آوریل ۲۰۰۲   |
| ۱۳۲۳۱۹ | 2002 GX18   | ۱۴ آوریل ۲۰۰۲   |
| ۱۳۲۳۲۰ | 2002 GA19   | ۱۴ آوریل ۲۰۰۲   |
| ۱۳۲۳۲۱ | 2002 GR19   | ۱۴ آوریل ۲۰۰۲   |
| ۱۳۲۳۲۲ | 2002 GX19   | ۱۴ آوریل ۲۰۰۲   |
| ۱۳۲۳۲۳ | 2002 GU21   | ۱۴ آوریل ۲۰۰۲   |
| ۱۳۲۳۲۴ | 2002 GX21   | ۱۴ آوریل ۲۰۰۲   |
| ۱۳۲۳۲۵ | 2002 GC23   | ۱۵ آوریل ۲۰۰۲   |
| ۱۳۲۳۲۶ | 2002 GR23   | ۱۵ آوریل ۲۰۰۲   |
| ۱۳۲۳۲۷ | 2002 GA24   | ۱۵ آوریل ۲۰۰۲   |
| ۱۳۲۳۲۸ | 2002 GH27   | ۱۱ آوریل ۲۰۰۲   |
| ۱۳۲۳۲۹ | 2002 GL31   | ۷ آوریل ۲۰۰۲    |
| ۱۳۲۳۳۰ | 2002 GY33   | ۱ آوریل ۲۰۰۲    |
| ۱۳۲۳۳۱ | 2002 GD35   | ۱ آوریل ۲۰۰۲    |
| ۱۳۲۳۳۲ | 2002 GL37   | ۳ آوریل ۲۰۰۲    |
| ۱۳۲۳۳۳ | 2002 GF38   | ۱ آوریل ۲۰۰۲    |
| ۱۳۲۳۳۴ | 2002 GN38   | ۲ آوریل ۲۰۰۲    |
| ۱۳۲۳۳۵ | 2002 GU38   | ۲ آوریل ۲۰۰۲    |
| ۱۳۲۳۳۶ | 2002 GM39   | ۴ آوریل ۲۰۰۲    |
| ۱۳۲۳۳۷ | 2002 GD40   | ۴ آوریل ۲۰۰۲    |
| ۱۳۲۳۳۸ | 2002 GP40   | ۴ آوریل ۲۰۰۲    |
| ۱۳۲۳۳۹ | 2002 GR41   | ۴ آوریل ۲۰۰۲    |
| ۱۳۲۳۴۰ | 2002 GD42   | ۴ آوریل ۲۰۰۲    |
| ۱۳۲۳۴۱ | 2002 GC43   | ۴ آوریل ۲۰۰۲    |
| ۱۳۲۳۴۲ | 2002 GF43   | ۴ آوریل ۲۰۰۲    |
| ۱۳۲۳۴۳ | 2002 GQ43   | ۴ آوریل ۲۰۰۲    |
| ۱۳۲۳۴۴ | 2002 GA44   | ۴ آوریل ۲۰۰۲    |
| ۱۳۲۳۴۵ | 2002 GM44   | ۴ آوریل ۲۰۰۲    |
| ۱۳۲۳۴۶ | 2002 GQ45   | ۴ آوریل ۲۰۰۲    |
| ۱۳۲۳۴۷ | 2002 GD46   | ۲ آوریل ۲۰۰۲    |
| ۱۳۲۳۴۸ | 2002 GB47   | ۴ آوریل ۲۰۰۲    |
| ۱۳۲۳۴۹ | 2002 GF50   | ۵ آوریل ۲۰۰۲    |
| ۱۳۲۳۵۰ | 2002 GG52   | ۵ آوریل ۲۰۰۲    |
| ۱۳۲۳۵۱ | 2002 GT52   | ۵ آوریل ۲۰۰۲    |
| ۱۳۲۳۵۲ | 2002 GV54   | ۵ آوریل ۲۰۰۲    |
| ۱۳۲۳۵۳ | 2002 GB55   | ۵ آوریل ۲۰۰۲    |
| ۱۳۲۳۵۴ | 2002 GZ55   | ۵ آوریل ۲۰۰۲    |
| ۱۳۲۳۵۵ | 2002 GH57   | ۸ آوریل ۲۰۰۲    |
| ۱۳۲۳۵۶ | 2002 GY58   | ۸ آوریل ۲۰۰۲    |
| ۱۳۲۳۵۷ | 2002 GM60   | ۸ آوریل ۲۰۰۲    |
| ۱۳۲۳۵۸ | 2002 GE61   | ۸ آوریل ۲۰۰۲    |
| ۱۳۲۳۵۹ | 2002 GQ63   | ۸ آوریل ۲۰۰۲    |
| ۱۳۲۳۶۰ | 2002 GB64   | ۸ آوریل ۲۰۰۲    |
| ۱۳۲۳۶۱ | 2002 GK66   | ۸ آوریل ۲۰۰۲    |
| ۱۳۲۳۶۲ | 2002 GA67   | ۸ آوریل ۲۰۰۲    |
| ۱۳۲۳۶۳ | 2002 GL67   | ۸ آوریل ۲۰۰۲    |
| ۱۳۲۳۶۴ | 2002 GN67   | ۸ آوریل ۲۰۰۲    |
| ۱۳۲۳۶۵ | 2002 GO67   | ۸ آوریل ۲۰۰۲    |
| ۱۳۲۳۶۶ | 2002 GF68   | ۸ آوریل ۲۰۰۲    |
| ۱۳۲۳۶۷ | 2002 GG68   | ۸ آوریل ۲۰۰۲    |
| ۱۳۲۳۶۸ | 2002 GT68   | ۸ آوریل ۲۰۰۲    |
| ۱۳۲۳۶۹ | 2002 GX69   | ۸ آوریل ۲۰۰۲    |
| ۱۳۲۳۷۰ | 2002 GK72   | ۹ آوریل ۲۰۰۲    |
| ۱۳۲۳۷۱ | 2002 GQ73   | ۹ آوریل ۲۰۰۲    |
| ۱۳۲۳۷۲ | 2002 GW74   | ۹ آوریل ۲۰۰۲    |
| ۱۳۲۳۷۳ | 2002 GK75   | ۹ آوریل ۲۰۰۲    |
| ۱۳۲۳۷۴ | 2002 GM77   | ۹ آوریل ۲۰۰۲    |
| ۱۳۲۳۷۵ | 2002 GA78   | ۹ آوریل ۲۰۰۲    |
| ۱۳۲۳۷۶ | 2002 GF78   | ۹ آوریل ۲۰۰۲    |
| ۱۳۲۳۷۷ | 2002 GJ79   | ۱۰ آوریل ۲۰۰۲   |
| ۱۳۲۳۷۸ | 2002 GW79   | ۱۰ آوریل ۲۰۰۲   |
| ۱۳۲۳۷۹ | 2002 GH80   | ۱۰ آوریل ۲۰۰۲   |
| ۱۳۲۳۸۰ | 2002 GS80   | ۱۰ آوریل ۲۰۰۲   |
| ۱۳۲۳۸۱ | 2002 GK82   | ۱۰ آوریل ۲۰۰۲   |
| ۱۳۲۳۸۲ | 2002 GO83   | ۱۰ آوریل ۲۰۰۲   |
| ۱۳۲۳۸۳ | 2002 GQ83   | ۱۰ آوریل ۲۰۰۲   |
| ۱۳۲۳۸۴ | 2002 GT84   | ۱۰ آوریل ۲۰۰۲   |
| ۱۳۲۳۸۵ | 2002 GY85   | ۱۰ آوریل ۲۰۰۲   |
| ۱۳۲۳۸۶ | 2002 GT87   | ۱۰ آوریل ۲۰۰۲   |
| ۱۳۲۳۸۷ | 2002 GK88   | ۱۰ آوریل ۲۰۰۲   |
| ۱۳۲۳۸۸ | 2002 GQ88   | ۱۰ آوریل ۲۰۰۲   |
| ۱۳۲۳۸۹ | 2002 GJ90   | ۸ آوریل ۲۰۰۲    |
| ۱۳۲۳۹۰ | 2002 GN91   | ۹ آوریل ۲۰۰۲    |
| ۱۳۲۳۹۱ | 2002 GM92   | ۹ آوریل ۲۰۰۲    |
| ۱۳۲۳۹۲ | 2002 GP94   | ۹ آوریل ۲۰۰۲    |
| ۱۳۲۳۹۳ | 2002 GW95   | ۹ آوریل ۲۰۰۲    |
| ۱۳۲۳۹۴ | 2002 GW96   | ۹ آوریل ۲۰۰۲    |
| ۱۳۲۳۹۵ | 2002 GA97   | ۹ آوریل ۲۰۰۲    |
| ۱۳۲۳۹۶ | 2002 GW97   | ۱۰ آوریل ۲۰۰۲   |
| ۱۳۲۳۹۷ | 2002 GO98   | ۱۰ آوریل ۲۰۰۲   |
| ۱۳۲۳۹۸ | 2002 GN99   | ۱۰ آوریل ۲۰۰۲   |
| ۱۳۲۳۹۹ | 2002 GW99   | ۱۰ آوریل ۲۰۰۲   |
| ۱۳۲۴۰۰ | 2002 GS100  | ۱۰ آوریل ۲۰۰۲   |
| ۱۳۲۴۰۱ | 2002 GA101  | ۱۰ آوریل ۲۰۰۲   |
| ۱۳۲۴۰۲ | 2002 GG101  | ۱۰ آوریل ۲۰۰۲   |
| ۱۳۲۴۰۳ | 2002 GD102  | ۱۰ آوریل ۲۰۰۲   |
| ۱۳۲۴۰۴ | 2002 GV107  | ۱۱ آوریل ۲۰۰۲   |
| ۱۳۲۴۰۵ | 2002 GD108  | ۱۱ آوریل ۲۰۰۲   |
| ۱۳۲۴۰۶ | 2002 GY108  | ۱۱ آوریل ۲۰۰۲   |
| ۱۳۲۴۰۷ | 2002 GA112  | ۱۰ آوریل ۲۰۰۲   |
| ۱۳۲۴۰۸ | 2002 GS112  | ۱۰ آوریل ۲۰۰۲   |
| ۱۳۲۴۰۹ | 2002 GJ113  | ۱۱ آوریل ۲۰۰۲   |
| ۱۳۲۴۱۰ | 2002 GB114  | ۱۱ آوریل ۲۰۰۲   |
| ۱۳۲۴۱۱ | 2002 GO117  | ۱۱ آوریل ۲۰۰۲   |
| ۱۳۲۴۱۲ | 2002 GF121  | ۱۲ آوریل ۲۰۰۲   |
| ۱۳۲۴۱۳ | 2002 GN122  | ۱۰ آوریل ۲۰۰۲   |
| ۱۳۲۴۱۴ | 2002 GL125  | ۱۲ آوریل ۲۰۰۲   |
| ۱۳۲۴۱۵ | 2002 GC127  | ۱۲ آوریل ۲۰۰۲   |
| ۱۳۲۴۱۶ | 2002 GJ130  | ۱۲ آوریل ۲۰۰۲   |
| ۱۳۲۴۱۷ | 2002 GH132  | ۱۲ آوریل ۲۰۰۲   |
| ۱۳۲۴۱۸ | 2002 GY132  | ۱۲ آوریل ۲۰۰۲   |
| ۱۳۲۴۱۹ | 2002 GZ133  | ۱۲ آوریل ۲۰۰۲   |
| ۱۳۲۴۲۰ | 2002 GQ135  | ۱۲ آوریل ۲۰۰۲   |
| ۱۳۲۴۲۱ | 2002 GF140  | ۱۳ آوریل ۲۰۰۲   |
| ۱۳۲۴۲۲ | 2002 GO144  | ۱۱ آوریل ۲۰۰۲   |
| ۱۳۲۴۲۳ | 2002 GN146  | ۱۳ آوریل ۲۰۰۲   |
| ۱۳۲۴۲۴ | 2002 GC147  | ۱۳ آوریل ۲۰۰۲   |
| ۱۳۲۴۲۵ | 2002 GJ147  | ۱۳ آوریل ۲۰۰۲   |
| ۱۳۲۴۲۶ | 2002 GR148  | ۱۴ آوریل ۲۰۰۲   |
| ۱۳۲۴۲۷ | 2002 GY148  | ۱۴ آوریل ۲۰۰۲   |
| ۱۳۲۴۲۸ | 2002 GK151  | ۱۴ آوریل ۲۰۰۲   |
| ۱۳۲۴۲۹ | 2002 GH153  | ۱۲ آوریل ۲۰۰۲   |
| ۱۳۲۴۳۰ | 2002 GE154  | ۱۲ آوریل ۲۰۰۲   |
| ۱۳۲۴۳۱ | 2002 GF160  | ۱۴ آوریل ۲۰۰۲   |
| ۱۳۲۴۳۲ | 2002 GG160  | ۱۵ آوریل ۲۰۰۲   |
| ۱۳۲۴۳۳ | 2002 GZ162  | ۱۴ آوریل ۲۰۰۲   |
| ۱۳۲۴۳۴ | 2002 GM163  | ۱۴ آوریل ۲۰۰۲   |
| ۱۳۲۴۳۵ | 2002 GL164  | ۱۴ آوریل ۲۰۰۲   |
| ۱۳۲۴۳۶ | 2002 GW164  | ۱۴ آوریل ۲۰۰۲   |
| ۱۳۲۴۳۷ | 2002 GJ165  | ۱۴ آوریل ۲۰۰۲   |
| ۱۳۲۴۳۸ | 2002 GE169  | ۹ آوریل ۲۰۰۲    |
| ۱۳۲۴۳۹ | 2002 GR170  | ۹ آوریل ۲۰۰۲    |
| ۱۳۲۴۴۰ | 2002 GU173  | ۱۰ آوریل ۲۰۰۲   |
| ۱۳۲۴۴۱ | 2002 GV174  | ۱۱ آوریل ۲۰۰۲   |
| ۱۳۲۴۴۲ | 2002 GV176  | ۸ آوریل ۲۰۰۲    |
| ۱۳۲۴۴۳ | 2002 GQ177  | ۵ آوریل ۲۰۰۲    |
| ۱۳۲۴۴۴ | 2002 GW177  | ۱۴ آوریل ۲۰۰۲   |
| ۱۳۲۴۴۵ | Gaertner    | ۱۴ آوریل ۲۰۰۲   |
| ۱۳۲۴۴۶ | 2002 HC1    | ۱۶ آوریل ۲۰۰۲   |
| ۱۳۲۴۴۷ | 2002 HH1    | ۱۶ آوریل ۲۰۰۲   |
| ۱۳۲۴۴۸ | 2002 HK1    | ۱۶ آوریل ۲۰۰۲   |
| ۱۳۲۴۴۹ | 2002 HP1    | ۱۶ آوریل ۲۰۰۲   |
| ۱۳۲۴۵۰ | 2002 HT1    | ۱۶ آوریل ۲۰۰۲   |
| ۱۳۲۴۵۱ | 2002 HV1    | ۱۶ آوریل ۲۰۰۲   |
| ۱۳۲۴۵۲ | 2002 HA2    | ۱۶ آوریل ۲۰۰۲   |
| ۱۳۲۴۵۳ | 2002 HX2    | ۱۶ آوریل ۲۰۰۲   |
| ۱۳۲۴۵۴ | 2002 HL4    | ۱۶ آوریل ۲۰۰۲   |
| ۱۳۲۴۵۵ | 2002 HR5    | ۱۷ آوریل ۲۰۰۲   |
| ۱۳۲۴۵۶ | 2002 HT5    | ۱۷ آوریل ۲۰۰۲   |
| ۱۳۲۴۵۷ | 2002 HZ5    | ۱۸ آوریل ۲۰۰۲   |
| ۱۳۲۴۵۸ | 2002 HJ6    | ۱۸ آوریل ۲۰۰۲   |
| ۱۳۲۴۵۹ | 2002 HU6    | ۱۸ آوریل ۲۰۰۲   |
| ۱۳۲۴۶۰ | 2002 HG7    | ۱۸ آوریل ۲۰۰۲   |
| ۱۳۲۴۶۱ | 2002 HG12   | ۳۰ آوریل ۲۰۰۲   |
| ۱۳۲۴۶۲ | 2002 HT12   | ۲۲ آوریل ۲۰۰۲   |
| ۱۳۲۴۶۳ | 2002 HV14   | ۱۷ آوریل ۲۰۰۲   |
| ۱۳۲۴۶۳ | 2002 JM     | ۳ مه ۲۰۰۲       |
| ۱۳۲۴۶۳ | 2002 JO     | ۳ مه ۲۰۰۲       |
| ۱۳۲۴۶۳ | 2002 JY     | ۳ مه ۲۰۰۲       |
| ۱۳۲۴۶۷ | 2002 JW1    | ۴ مه ۲۰۰۲       |
| ۱۳۲۴۶۸ | 2002 JD2    | ۳ مه ۲۰۰۲       |
| ۱۳۲۴۶۹ | 2002 JY4    | ۵ مه ۲۰۰۲       |
| ۱۳۲۴۷۰ | 2002 JJ8    | ۶ مه ۲۰۰۲       |
| ۱۳۲۴۷۱ | 2002 JL11   | ۴ مه ۲۰۰۲       |
| ۱۳۲۴۷۲ | 2002 JV11   | ۶ مه ۲۰۰۲       |
| ۱۳۲۴۷۳ | 2002 JN12   | ۵ مه ۲۰۰۲       |
| ۱۳۲۴۷۴ | 2002 JU12   | ۸ مه ۲۰۰۲       |
| ۱۳۲۴۷۵ | 2002 JK14   | ۷ مه ۲۰۰۲       |
| ۱۳۲۴۷۶ | 2002 JF15   | ۸ مه ۲۰۰۲       |
| ۱۳۲۴۷۷ | 2002 JC16   | ۱ مه ۲۰۰۲       |
| ۱۳۲۴۷۸ | 2002 JU17   | ۷ مه ۲۰۰۲       |
| ۱۳۲۴۷۹ | 2002 JX18   | ۷ مه ۲۰۰۲       |
| ۱۳۲۴۸۰ | 2002 JT20   | ۷ مه ۲۰۰۲       |
| ۱۳۲۴۸۱ | 2002 JK22   | ۸ مه ۲۰۰۲       |
| ۱۳۲۴۸۲ | 2002 JQ23   | ۸ مه ۲۰۰۲       |
| ۱۳۲۴۸۳ | 2002 JS24   | ۸ مه ۲۰۰۲       |
| ۱۳۲۴۸۴ | 2002 JY24   | ۸ مه ۲۰۰۲       |
| ۱۳۲۴۸۵ | 2002 JJ25   | ۸ مه ۲۰۰۲       |
| ۱۳۲۴۸۶ | 2002 JR26   | ۸ مه ۲۰۰۲       |
| ۱۳۲۴۸۷ | 2002 JW26   | ۸ مه ۲۰۰۲       |
| ۱۳۲۴۸۸ | 2002 JW27   | ۹ مه ۲۰۰۲       |
| ۱۳۲۴۸۹ | 2002 JJ28   | ۹ مه ۲۰۰۲       |
| ۱۳۲۴۹۰ | 2002 JB29   | ۹ مه ۲۰۰۲       |
| ۱۳۲۴۹۱ | 2002 JG29   | ۹ مه ۲۰۰۲       |
| ۱۳۲۴۹۲ | 2002 JO30   | ۹ مه ۲۰۰۲       |
| ۱۳۲۴۹۳ | 2002 JP30   | ۹ مه ۲۰۰۲       |
| ۱۳۲۴۹۴ | 2002 JQ30   | ۹ مه ۲۰۰۲       |
| ۱۳۲۴۹۵ | 2002 JD31   | ۹ مه ۲۰۰۲       |
| ۱۳۲۴۹۶ | 2002 JP31   | ۹ مه ۲۰۰۲       |
| ۱۳۲۴۹۷ | 2002 JD32   | ۹ مه ۲۰۰۲       |
| ۱۳۲۴۹۸ | 2002 JD33   | ۹ مه ۲۰۰۲       |
| ۱۳۲۴۹۹ | 2002 JO34   | ۹ مه ۲۰۰۲       |
| ۱۳۲۵۰۰ | 2002 JS34   | ۹ مه ۲۰۰۲       |
| ۱۳۲۵۰۱ | 2002 JG35   | ۹ مه ۲۰۰۲       |
| ۱۳۲۵۰۲ | 2002 JQ35   | ۹ مه ۲۰۰۲       |
| ۱۳۲۵۰۳ | 2002 JS35   | ۹ مه ۲۰۰۲       |
| ۱۳۲۵۰۴ | 2002 JV35   | ۹ مه ۲۰۰۲       |
| ۱۳۲۵۰۵ | 2002 JY35   | ۹ مه ۲۰۰۲       |
| ۱۳۲۵۰۶ | 2002 JF37   | ۹ مه ۲۰۰۲       |
| ۱۳۲۵۰۷ | 2002 JB38   | ۸ مه ۲۰۰۲       |
| ۱۳۲۵۰۸ | 2002 JM38   | ۹ مه ۲۰۰۲       |
| ۱۳۲۵۰۹ | 2002 JU41   | ۸ مه ۲۰۰۲       |
| ۱۳۲۵۱۰ | 2002 JB42   | ۸ مه ۲۰۰۲       |
| ۱۳۲۵۱۱ | 2002 JK42   | ۸ مه ۲۰۰۲       |
| ۱۳۲۵۱۲ | 2002 JJ43   | ۹ مه ۲۰۰۲       |
| ۱۳۲۵۱۳ | 2002 JD45   | ۹ مه ۲۰۰۲       |
| ۱۳۲۵۱۴ | 2002 JM47   | ۹ مه ۲۰۰۲       |
| ۱۳۲۵۱۵ | 2002 JT48   | ۹ مه ۲۰۰۲       |
| ۱۳۲۵۱۶ | 2002 JV48   | ۹ مه ۲۰۰۲       |
| ۱۳۲۵۱۷ | 2002 JD49   | ۹ مه ۲۰۰۲       |
| ۱۳۲۵۱۸ | 2002 JY49   | ۹ مه ۲۰۰۲       |
| ۱۳۲۵۱۹ | 2002 JH50   | ۹ مه ۲۰۰۲       |
| ۱۳۲۵۲۰ | 2002 JQ51   | ۹ مه ۲۰۰۲       |
| ۱۳۲۵۲۱ | 2002 JP54   | ۹ مه ۲۰۰۲       |
| ۱۳۲۵۲۲ | 2002 JT54   | ۹ مه ۲۰۰۲       |
| ۱۳۲۵۲۳ | 2002 JF55   | ۹ مه ۲۰۰۲       |
| ۱۳۲۵۲۴ | APL         | ۹ مه ۲۰۰۲       |
| ۱۳۲۵۲۵ | 2002 JV57   | ۹ مه ۲۰۰۲       |
| ۱۳۲۵۲۶ | 2002 JO58   | ۹ مه ۲۰۰۲       |
| ۱۳۲۵۲۷ | 2002 JB60   | ۹ مه ۲۰۰۲       |
| ۱۳۲۵۲۸ | 2002 JO61   | ۸ مه ۲۰۰۲       |
| ۱۳۲۵۲۹ | 2002 JJ62   | ۸ مه ۲۰۰۲       |
| ۱۳۲۵۳۰ | 2002 JK62   | ۸ مه ۲۰۰۲       |
| ۱۳۲۵۳۱ | 2002 JP62   | ۸ مه ۲۰۰۲       |
| ۱۳۲۵۳۲ | 2002 JU62   | ۸ مه ۲۰۰۲       |
| ۱۳۲۵۳۳ | 2002 JA66   | ۹ مه ۲۰۰۲       |
| ۱۳۲۵۳۴ | 2002 JS66   | ۱۰ مه ۲۰۰۲      |
| ۱۳۲۵۳۵ | 2002 JC67   | ۱۰ مه ۲۰۰۲      |
| ۱۳۲۵۳۶ | 2002 JG67   | ۱۰ مه ۲۰۰۲      |
| ۱۳۲۵۳۷ | 2002 JE71   | ۸ مه ۲۰۰۲       |
| ۱۳۲۵۳۸ | 2002 JQ71   | ۸ مه ۲۰۰۲       |
| ۱۳۲۵۳۹ | 2002 JF72   | ۸ مه ۲۰۰۲       |
| ۱۳۲۵۴۰ | 2002 JY72   | ۸ مه ۲۰۰۲       |
| ۱۳۲۵۴۱ | 2002 JE73   | ۸ مه ۲۰۰۲       |
| ۱۳۲۵۴۲ | 2002 JK73   | ۸ مه ۲۰۰۲       |
| ۱۳۲۵۴۳ | 2002 JO73   | ۸ مه ۲۰۰۲       |
| ۱۳۲۵۴۴ | 2002 JU73   | ۸ مه ۲۰۰۲       |
| ۱۳۲۵۴۵ | 2002 JW73   | ۸ مه ۲۰۰۲       |
| ۱۳۲۵۴۶ | 2002 JA74   | ۸ مه ۲۰۰۲       |
| ۱۳۲۵۴۷ | 2002 JB74   | ۸ مه ۲۰۰۲       |
| ۱۳۲۵۴۸ | 2002 JN74   | ۹ مه ۲۰۰۲       |
| ۱۳۲۵۴۹ | 2002 JW75   | ۱۱ مه ۲۰۰۲      |
| ۱۳۲۵۵۰ | 2002 JX75   | ۱۱ مه ۲۰۰۲      |
| ۱۳۲۵۵۱ | 2002 JY75   | ۱۱ مه ۲۰۰۲      |
| ۱۳۲۵۵۲ | 2002 JK76   | ۱۱ مه ۲۰۰۲      |
| ۱۳۲۵۵۳ | 2002 JE77   | ۱۱ مه ۲۰۰۲      |
| ۱۳۲۵۵۴ | 2002 JT82   | ۱۱ مه ۲۰۰۲      |
| ۱۳۲۵۵۵ | 2002 JB85   | ۱۱ مه ۲۰۰۲      |
| ۱۳۲۵۵۶ | 2002 JS85   | ۱۱ مه ۲۰۰۲      |
| ۱۳۲۵۵۷ | 2002 JD86   | ۱۱ مه ۲۰۰۲      |
| ۱۳۲۵۵۸ | 2002 JN88   | ۱۱ مه ۲۰۰۲      |
| ۱۳۲۵۵۹ | 2002 JP92   | ۱۱ مه ۲۰۰۲      |
| ۱۳۲۵۶۰ | 2002 JH93   | ۱۱ مه ۲۰۰۲      |
| ۱۳۲۵۶۱ | 2002 JV93   | ۱۱ مه ۲۰۰۲      |
| ۱۳۲۵۶۲ | 2002 JA95   | ۱۱ مه ۲۰۰۲      |
| ۱۳۲۵۶۳ | 2002 JE95   | ۱۱ مه ۲۰۰۲      |
| ۱۳۲۵۶۴ | 2002 JB96   | ۱۱ مه ۲۰۰۲      |
| ۱۳۲۵۶۵ | 2002 JK99   | ۱۳ مه ۲۰۰۲      |
| ۱۳۲۵۶۶ | 2002 JZ99   | ۸ مه ۲۰۰۲       |
| ۱۳۲۵۶۷ | 2002 JP101  | ۹ مه ۲۰۰۲       |
| ۱۳۲۵۶۸ | 2002 JS102  | ۹ مه ۲۰۰۲       |
| ۱۳۲۵۶۹ | 2002 JU102  | ۹ مه ۲۰۰۲       |
| ۱۳۲۵۷۰ | 2002 JH103  | ۱۰ مه ۲۰۰۲      |
| ۱۳۲۵۷۱ | 2002 JM103  | ۱۰ مه ۲۰۰۲      |
| ۱۳۲۵۷۲ | 2002 JX105  | ۱۳ مه ۲۰۰۲      |
| ۱۳۲۵۷۳ | 2002 JV108  | ۶ مه ۲۰۰۲       |
| ۱۳۲۵۷۴ | 2002 JO109  | ۱۱ مه ۲۰۰۲      |
| ۱۳۲۵۷۵ | 2002 JU109  | ۱۱ مه ۲۰۰۲      |
| ۱۳۲۵۷۶ | 2002 JJ111  | ۱۱ مه ۲۰۰۲      |
| ۱۳۲۵۷۷ | 2002 JQ114  | ۱۳ مه ۲۰۰۲      |
| ۱۳۲۵۷۸ | 2002 JR115  | ۱۵ مه ۲۰۰۲      |
| ۱۳۲۵۷۹ | 2002 JX116  | ۴ مه ۲۰۰۲       |
| ۱۳۲۵۸۰ | 2002 JR117  | ۴ مه ۲۰۰۲       |
| ۱۳۲۵۸۱ | 2002 JS117  | ۴ مه ۲۰۰۲       |
| ۱۳۲۵۸۲ | 2002 JZ117  | ۴ مه ۲۰۰۲       |
| ۱۳۲۵۸۳ | 2002 JH119  | ۵ مه ۲۰۰۲       |
| ۱۳۲۵۸۴ | 2002 JF120  | ۵ مه ۲۰۰۲       |
| ۱۳۲۵۸۵ | 2002 JG120  | ۵ مه ۲۰۰۲       |
| ۱۳۲۵۸۶ | 2002 JX121  | ۵ مه ۲۰۰۲       |
| ۱۳۲۵۸۷ | 2002 JA128  | ۷ مه ۲۰۰۲       |
| ۱۳۲۵۸۸ | 2002 JC128  | ۷ مه ۲۰۰۲       |
| ۱۳۲۵۸۹ | 2002 JS128  | ۷ مه ۲۰۰۲       |
| ۱۳۲۵۹۰ | 2002 JJ130  | ۸ مه ۲۰۰۲       |
| ۱۳۲۵۹۱ | 2002 JS131  | ۹ مه ۲۰۰۲       |
| ۱۳۲۵۹۲ | 2002 JW131  | ۹ مه ۲۰۰۲       |
| ۱۳۲۵۹۳ | 2002 JX132  | ۹ مه ۲۰۰۲       |
| ۱۳۲۵۹۴ | 2002 JH134  | ۹ مه ۲۰۰۲       |
| ۱۳۲۵۹۵ | 2002 JJ134  | ۹ مه ۲۰۰۲       |
| ۱۳۲۵۹۶ | 2002 JJ135  | ۹ مه ۲۰۰۲       |
| ۱۳۲۵۹۷ | 2002 JM141  | ۱۰ مه ۲۰۰۲      |
| ۱۳۲۵۹۸ | 2002 JG142  | ۱۱ مه ۲۰۰۲      |
| ۱۳۲۵۹۹ | 2002 JX143  | ۱۳ مه ۲۰۰۲      |
| ۱۳۲۶۰۰ | 2002 JB145  | ۱۳ مه ۲۰۰۲      |
| ۱۳۲۶۰۱ | 2002 JH145  | ۱۳ مه ۲۰۰۲      |
| ۱۳۲۶۰۲ | 2002 KB5    | ۱۶ مه ۲۰۰۲      |
| ۱۳۲۶۰۳ | 2002 KK6    | ۲۵ مه ۲۰۰۲      |
| ۱۳۲۶۰۴ | 2002 KS8    | ۳۰ مه ۲۰۰۲      |
| ۱۳۲۶۰۵ | 2002 KA9    | ۲۹ مه ۲۰۰۲      |
| ۱۳۲۶۰۶ | 2002 KL9    | ۲۹ مه ۲۰۰۲      |
| ۱۳۲۶۰۷ | 2002 KT9    | ۱۶ مه ۲۰۰۲      |
| ۱۳۲۶۰۸ | 2002 KV10   | ۱۶ مه ۲۰۰۲      |
| ۱۳۲۶۰۹ | 2002 KU12   | ۱۷ مه ۲۰۰۲      |
| ۱۳۲۶۱۰ | 2002 KC13   | ۱۸ مه ۲۰۰۲      |
| ۱۳۲۶۱۱ | 2002 KE14   | ۳۰ مه ۲۰۰۲      |
| ۱۳۲۶۱۲ | 2002 KM14   | ۳۰ مه ۲۰۰۲      |
| ۱۳۲۶۱۳ | 2002 KQ14   | ۳۰ مه ۲۰۰۲      |
| ۱۳۲۶۱۴ | 2002 KN15   | ۲۳ مه ۲۰۰۲      |
| ۱۳۲۶۱۵ | 2002 LM1    | ۲ ژوئن ۲۰۰۲     |
| ۱۳۲۶۱۶ | 2002 LO3    | ۵ ژوئن ۲۰۰۲     |
| ۱۳۲۶۱۷ | 2002 LF4    | ۵ ژوئن ۲۰۰۲     |
| ۱۳۲۶۱۸ | 2002 LH6    | ۷ ژوئن ۲۰۰۲     |
| ۱۳۲۶۱۹ | 2002 LR6    | ۱ ژوئن ۲۰۰۲     |
| ۱۳۲۶۲۰ | 2002 LL7    | ۲ ژوئن ۲۰۰۲     |
| ۱۳۲۶۲۱ | 2002 LS8    | ۵ ژوئن ۲۰۰۲     |
| ۱۳۲۶۲۲ | 2002 LE9    | ۵ ژوئن ۲۰۰۲     |
| ۱۳۲۶۲۳ | 2002 LV9    | ۵ ژوئن ۲۰۰۲     |
| ۱۳۲۶۲۴ | 2002 LD13   | ۵ ژوئن ۲۰۰۲     |
| ۱۳۲۶۲۵ | 2002 LJ20   | ۶ ژوئن ۲۰۰۲     |
| ۱۳۲۶۲۶ | 2002 LY20   | ۶ ژوئن ۲۰۰۲     |
| ۱۳۲۶۲۷ | 2002 LH21   | ۶ ژوئن ۲۰۰۲     |
| ۱۳۲۶۲۸ | 2002 LJ21   | ۶ ژوئن ۲۰۰۲     |
| ۱۳۲۶۲۹ | 2002 LU22   | ۸ ژوئن ۲۰۰۲     |
| ۱۳۲۶۳۰ | 2002 LH24   | ۹ ژوئن ۲۰۰۲     |
| ۱۳۲۶۳۱ | 2002 LW27   | ۹ ژوئن ۲۰۰۲     |
| ۱۳۲۶۳۲ | 2002 LU29   | ۹ ژوئن ۲۰۰۲     |
| ۱۳۲۶۳۳ | 2002 LL30   | ۱ ژوئن ۲۰۰۲     |
| ۱۳۲۶۳۴ | 2002 LQ30   | ۳ ژوئن ۲۰۰۲     |
| ۱۳۲۶۳۵ | 2002 LG32   | ۱۰ ژوئن ۲۰۰۲    |
| ۱۳۲۶۳۶ | 2002 LC33   | ۳ ژوئن ۲۰۰۲     |
| ۱۳۲۶۳۷ | 2002 LW34   | ۹ ژوئن ۲۰۰۲     |
| ۱۳۲۶۳۸ | 2002 LZ34   | ۹ ژوئن ۲۰۰۲     |
| ۱۳۲۶۳۹ | 2002 LB35   | ۱۱ ژوئن ۲۰۰۲    |
| ۱۳۲۶۴۰ | 2002 LW36   | ۹ ژوئن ۲۰۰۲     |
| ۱۳۲۶۴۱ | 2002 LY37   | ۱۲ ژوئن ۲۰۰۲    |
| ۱۳۲۶۴۲ | 2002 LF38   | ۵ ژوئن ۲۰۰۲     |
| ۱۳۲۶۴۳ | 2002 LN40   | ۱۰ ژوئن ۲۰۰۲    |
| ۱۳۲۶۴۴ | 2002 LJ45   | ۵ ژوئن ۲۰۰۲     |
| ۱۳۲۶۴۵ | 2002 LK45   | ۵ ژوئن ۲۰۰۲     |
| ۱۳۲۶۴۶ | 2002 LT45   | ۶ ژوئن ۲۰۰۲     |
| ۱۳۲۶۴۷ | 2002 LY48   | ۱۳ ژوئن ۲۰۰۲    |
| ۱۳۲۶۴۸ | 2002 LF51   | ۹ ژوئن ۲۰۰۲     |
| ۱۳۲۶۴۹ | 2002 LH51   | ۹ ژوئن ۲۰۰۲     |
| ۱۳۲۶۵۰ | 2002 LL51   | ۹ ژوئن ۲۰۰۲     |
| ۱۳۲۶۵۱ | 2002 LD52   | ۹ ژوئن ۲۰۰۲     |
| ۱۳۲۶۵۲ | 2002 LX53   | ۱۰ ژوئن ۲۰۰۲    |
| ۱۳۲۶۵۳ | 2002 LY53   | ۱۰ ژوئن ۲۰۰۲    |
| ۱۳۲۶۵۴ | 2002 LD54   | ۱۰ ژوئن ۲۰۰۲    |
| ۱۳۲۶۵۵ | 2002 LF54   | ۱۰ ژوئن ۲۰۰۲    |
| ۱۳۲۶۵۶ | 2002 LP54   | ۸ ژوئن ۲۰۰۲     |
| ۱۳۲۶۵۷ | 2002 LZ54   | ۱۰ ژوئن ۲۰۰۲    |
| ۱۳۲۶۵۸ | 2002 LA56   | ۱۴ ژوئن ۲۰۰۲    |
| ۱۳۲۶۵۹ | 2002 LH57   | ۱۱ ژوئن ۲۰۰۲    |
| ۱۳۲۶۶۰ | 2002 LY57   | ۱۲ ژوئن ۲۰۰۲    |
| ۱۳۲۶۶۱ | Carlbaeker  | ۱۲ ژوئن ۲۰۰۲    |
| ۱۳۲۶۶۲ | 2002 LQ60   | ۸ ژوئن ۲۰۰۲     |
| ۱۳۲۶۶۳ | 2002 MD2    | ۱۶ ژوئن ۲۰۰۲    |
| ۱۳۲۶۶۴ | 2002 MB3    | ۲۵ ژوئن ۲۰۰۲    |
| ۱۳۲۶۶۵ | 2002 MC5    | ۱۶ ژوئن ۲۰۰۲    |
| ۱۳۲۶۶۶ | 2002 NU1    | ۳ ژوئیه ۲۰۰۲    |
| ۱۳۲۶۶۷ | 2002 NL4    | ۳ ژوئیه ۲۰۰۲    |
| ۱۳۲۶۶۸ | 2002 NA6    | ۱۰ ژوئیه ۲۰۰۲   |
| ۱۳۲۶۶۹ | 2002 NJ6    | ۱۱ ژوئیه ۲۰۰۲   |
| ۱۳۲۶۷۰ | 2002 NT8    | ۱ ژوئیه ۲۰۰۲    |
| ۱۳۲۶۷۱ | 2002 NL9    | ۳ ژوئیه ۲۰۰۲    |
| ۱۳۲۶۷۲ | 2002 NP9    | ۳ ژوئیه ۲۰۰۲    |
| ۱۳۲۶۷۳ | 2002 NO12   | ۴ ژوئیه ۲۰۰۲    |
| ۱۳۲۶۷۴ | 2002 NB14   | ۴ ژوئیه ۲۰۰۲    |
| ۱۳۲۶۷۵ | 2002 NG14   | ۴ ژوئیه ۲۰۰۲    |
| ۱۳۲۶۷۶ | 2002 NR14   | ۵ ژوئیه ۲۰۰۲    |
| ۱۳۲۶۷۷ | 2002 ND15   | ۵ ژوئیه ۲۰۰۲    |
| ۱۳۲۶۷۸ | 2002 NW15   | ۵ ژوئیه ۲۰۰۲    |
| ۱۳۲۶۷۹ | 2002 NF16   | ۶ ژوئیه ۲۰۰۲    |
| ۱۳۲۶۸۰ | 2002 NE18   | ۹ ژوئیه ۲۰۰۲    |
| ۱۳۲۶۸۱ | 2002 NG19   | ۹ ژوئیه ۲۰۰۲    |
| ۱۳۲۶۸۲ | 2002 NW19   | ۹ ژوئیه ۲۰۰۲    |
| ۱۳۲۶۸۳ | 2002 NZ21   | ۹ ژوئیه ۲۰۰۲    |
| ۱۳۲۶۸۴ | 2002 NQ22   | ۹ ژوئیه ۲۰۰۲    |
| ۱۳۲۶۸۵ | 2002 NV23   | ۹ ژوئیه ۲۰۰۲    |
| ۱۳۲۶۸۶ | 2002 ND25   | ۹ ژوئیه ۲۰۰۲    |
| ۱۳۲۶۸۷ | 2002 NJ25   | ۹ ژوئیه ۲۰۰۲    |
| ۱۳۲۶۸۸ | 2002 NF27   | ۹ ژوئیه ۲۰۰۲    |
| ۱۳۲۶۸۹ | 2002 NC28   | ۱۳ ژوئیه ۲۰۰۲   |
| ۱۳۲۶۹۰ | 2002 NQ28   | ۱۲ ژوئیه ۲۰۰۲   |
| ۱۳۲۶۹۱ | 2002 NY32   | ۱۳ ژوئیه ۲۰۰۲   |
| ۱۳۲۶۹۲ | 2002 NJ33   | ۱۳ ژوئیه ۲۰۰۲   |
| ۱۳۲۶۹۳ | 2002 NQ33   | ۱۴ ژوئیه ۲۰۰۲   |
| ۱۳۲۶۹۴ | 2002 NH34   | ۱۱ ژوئیه ۲۰۰۲   |
| ۱۳۲۶۹۵ | 2002 NV34   | ۹ ژوئیه ۲۰۰۲    |
| ۱۳۲۶۹۶ | 2002 NW34   | ۹ ژوئیه ۲۰۰۲    |
| ۱۳۲۶۹۷ | 2002 NU37   | ۹ ژوئیه ۲۰۰۲    |
| ۱۳۲۶۹۸ | 2002 NJ38   | ۹ ژوئیه ۲۰۰۲    |
| ۱۳۲۶۹۹ | 2002 NY43   | ۱۲ ژوئیه ۲۰۰۲   |
| ۱۳۲۷۰۰ | 2002 NX48   | ۱۴ ژوئیه ۲۰۰۲   |
| ۱۳۲۷۰۱ | 2002 NQ50   | ۱۴ ژوئیه ۲۰۰۲   |
| ۱۳۲۷۰۲ | 2002 OU2    | ۱۷ ژوئیه ۲۰۰۲   |
| ۱۳۲۷۰۳ | 2002 OE3    | ۱۷ ژوئیه ۲۰۰۲   |
| ۱۳۲۷۰۴ | 2002 ON3    | ۱۷ ژوئیه ۲۰۰۲   |
| ۱۳۲۷۰۵ | 2002 OL6    | ۲۰ ژوئیه ۲۰۰۲   |
| ۱۳۲۷۰۶ | 2002 OZ10   | ۲۲ ژوئیه ۲۰۰۲   |
| ۱۳۲۷۰۷ | 2002 OR11   | ۱۸ ژوئیه ۲۰۰۲   |
| ۱۳۲۷۰۸ | 2002 OT13   | ۱۸ ژوئیه ۲۰۰۲   |
| ۱۳۲۷۰۹ | 2002 OV13   | ۱۸ ژوئیه ۲۰۰۲   |
| ۱۳۲۷۱۰ | 2002 OJ14   | ۱۸ ژوئیه ۲۰۰۲   |
| ۱۳۲۷۱۱ | 2002 OS14   | ۱۸ ژوئیه ۲۰۰۲   |
| ۱۳۲۷۱۲ | 2002 OY14   | ۱۸ ژوئیه ۲۰۰۲   |
| ۱۳۲۷۱۳ | 2002 OK16   | ۱۸ ژوئیه ۲۰۰۲   |
| ۱۳۲۷۱۴ | 2002 OC17   | ۱۸ ژوئیه ۲۰۰۲   |
| ۱۳۲۷۱۵ | 2002 OR18   | ۱۸ ژوئیه ۲۰۰۲   |
| ۱۳۲۷۱۶ | 2002 OJ19   | ۱۸ ژوئیه ۲۰۰۲   |
| ۱۳۲۷۱۷ | 2002 OT24   | ۲۲ ژوئیه ۲۰۰۲   |
| ۱۳۲۷۱۸ | Kemeny      | ۲۳ ژوئیه ۲۰۰۲   |
| ۱۳۲۷۱۹ | Lambey      | ۱ اوت ۲۰۰۲      |
| ۱۳۲۷۲۰ | 2002 PK1    | ۴ اوت ۲۰۰۲      |
| ۱۳۲۷۲۱ | 2002 PS3    | ۳ اوت ۲۰۰۲      |
| ۱۳۲۷۲۲ | 2002 PV3    | ۳ اوت ۲۰۰۲      |
| ۱۳۲۷۲۳ | 2002 PU4    | ۴ اوت ۲۰۰۲      |
| ۱۳۲۷۲۴ | 2002 PL5    | ۴ اوت ۲۰۰۲      |
| ۱۳۲۷۲۵ | 2002 PO10   | ۵ اوت ۲۰۰۲      |
| ۱۳۲۷۲۶ | 2002 PU14   | ۶ اوت ۲۰۰۲      |
| ۱۳۲۷۲۷ | 2002 PD16   | ۶ اوت ۲۰۰۲      |
| ۱۳۲۷۲۸ | 2002 PF18   | ۶ اوت ۲۰۰۲      |
| ۱۳۲۷۲۹ | 2002 PO22   | ۶ اوت ۲۰۰۲      |
| ۱۳۲۷۳۰ | 2002 PE23   | ۶ اوت ۲۰۰۲      |
| ۱۳۲۷۳۱ | 2002 PL24   | ۶ اوت ۲۰۰۲      |
| ۱۳۲۷۳۲ | 2002 PM25   | ۶ اوت ۲۰۰۲      |
| ۱۳۲۷۳۳ | 2002 PH26   | ۶ اوت ۲۰۰۲      |
| ۱۳۲۷۳۴ | 2002 PG27   | ۶ اوت ۲۰۰۲      |
| ۱۳۲۷۳۵ | 2002 PZ27   | ۶ اوت ۲۰۰۲      |
| ۱۳۲۷۳۶ | 2002 PQ28   | ۶ اوت ۲۰۰۲      |
| ۱۳۲۷۳۷ | 2002 PS28   | ۶ اوت ۲۰۰۲      |
| ۱۳۲۷۳۸ | 2002 PH29   | ۶ اوت ۲۰۰۲      |
| ۱۳۲۷۳۹ | 2002 PJ30   | ۶ اوت ۲۰۰۲      |
| ۱۳۲۷۴۰ | 2002 PF32   | ۶ اوت ۲۰۰۲      |
| ۱۳۲۷۴۱ | 2002 PU33   | ۶ اوت ۲۰۰۲      |
| ۱۳۲۷۴۲ | 2002 PU36   | ۷ اوت ۲۰۰۲      |
| ۱۳۲۷۴۳ | 2002 PO37   | ۵ اوت ۲۰۰۲      |
| ۱۳۲۷۴۴ | 2002 PT40   | ۴ اوت ۲۰۰۲      |
| ۱۳۲۷۴۵ | 2002 PV40   | ۴ اوت ۲۰۰۲      |
| ۱۳۲۷۴۶ | 2002 PG42   | ۵ اوت ۲۰۰۲      |
| ۱۳۲۷۴۷ | 2002 PQ43   | ۱۱ اوت ۲۰۰۲     |
| ۱۳۲۷۴۸ | 2002 PB45   | ۵ اوت ۲۰۰۲      |
| ۱۳۲۷۴۹ | 2002 PE47   | ۱۰ اوت ۲۰۰۲     |
| ۱۳۲۷۵۰ | 2002 PM48   | ۱۰ اوت ۲۰۰۲     |
| ۱۳۲۷۵۱ | 2002 PS48   | ۱۰ اوت ۲۰۰۲     |
| ۱۳۲۷۵۲ | 2002 PK49   | ۱۰ اوت ۲۰۰۲     |
| ۱۳۲۷۵۳ | 2002 PT51   | ۸ اوت ۲۰۰۲      |
| ۱۳۲۷۵۴ | 2002 PR54   | ۵ اوت ۲۰۰۲      |
| ۱۳۲۷۵۵ | 2002 PU59   | ۱۰ اوت ۲۰۰۲     |
| ۱۳۲۷۵۶ | 2002 PV62   | ۸ اوت ۲۰۰۲      |
| ۱۳۲۷۵۷ | 2002 PB65   | ۵ اوت ۲۰۰۲      |
| ۱۳۲۷۵۸ | 2002 PH69   | ۱۱ اوت ۲۰۰۲     |
| ۱۳۲۷۵۹ | 2002 PM69   | ۱۱ اوت ۲۰۰۲     |
| ۱۳۲۷۶۰ | 2002 PB70   | ۱۱ اوت ۲۰۰۲     |
| ۱۳۲۷۶۱ | 2002 PH71   | ۱۲ اوت ۲۰۰۲     |
| ۱۳۲۷۶۲ | 2002 PU72   | ۱۲ اوت ۲۰۰۲     |
| ۱۳۲۷۶۳ | 2002 PW73   | ۱۲ اوت ۲۰۰۲     |
| ۱۳۲۷۶۴ | 2002 PH76   | ۹ اوت ۲۰۰۲      |
| ۱۳۲۷۶۵ | 2002 PA81   | ۱۳ اوت ۲۰۰۲     |
| ۱۳۲۷۶۶ | 2002 PN84   | ۱۰ اوت ۲۰۰۲     |
| ۱۳۲۷۶۷ | 2002 PO84   | ۱۰ اوت ۲۰۰۲     |
| ۱۳۲۷۶۸ | 2002 PQ90   | ۱۲ اوت ۲۰۰۲     |
| ۱۳۲۷۶۹ | 2002 PJ91   | ۱۳ اوت ۲۰۰۲     |
| ۱۳۲۷۷۰ | 2002 PN93   | ۱۴ اوت ۲۰۰۲     |
| ۱۳۲۷۷۱ | 2002 PF95   | ۱۳ اوت ۲۰۰۲     |
| ۱۳۲۷۷۲ | 2002 PO95   | ۱۴ اوت ۲۰۰۲     |
| ۱۳۲۷۷۳ | 2002 PT95   | ۱۴ اوت ۲۰۰۲     |
| ۱۳۲۷۷۴ | 2002 PP97   | ۱۴ اوت ۲۰۰۲     |
| ۱۳۲۷۷۵ | 2002 PA99   | ۱۴ اوت ۲۰۰۲     |
| ۱۳۲۷۷۶ | 2002 PN101  | ۱۲ اوت ۲۰۰۲     |
| ۱۳۲۷۷۷ | 2002 PL107  | ۱۳ اوت ۲۰۰۲     |
| ۱۳۲۷۷۸ | 2002 PU108  | ۱۳ اوت ۲۰۰۲     |
| ۱۳۲۷۷۹ | 2002 PW110  | ۱۳ اوت ۲۰۰۲     |
| ۱۳۲۷۸۰ | 2002 PZ110  | ۱۳ اوت ۲۰۰۲     |
| ۱۳۲۷۸۱ | 2002 PQ115  | ۱۳ اوت ۲۰۰۲     |
| ۱۳۲۷۸۲ | 2002 PB117  | ۱۴ اوت ۲۰۰۲     |
| ۱۳۲۷۸۳ | 2002 PW123  | ۱۳ اوت ۲۰۰۲     |
| ۱۳۲۷۸۴ | 2002 PS125  | ۱۴ اوت ۲۰۰۲     |
| ۱۳۲۷۸۵ | 2002 PH127  | ۱۴ اوت ۲۰۰۲     |
| ۱۳۲۷۸۶ | 2002 PB132  | ۱۳ اوت ۲۰۰۲     |
| ۱۳۲۷۸۷ | 2002 PE135  | ۱۴ اوت ۲۰۰۲     |
| ۱۳۲۷۸۸ | 2002 PJ135  | ۱۴ اوت ۲۰۰۲     |
| ۱۳۲۷۸۹ | 2002 PH136  | ۱۴ اوت ۲۰۰۲     |
| ۱۳۲۷۹۰ | 2002 PW140  | ۱۴ اوت ۲۰۰۲     |
| ۱۳۲۷۹۱ | 2002 PY149  | ۱۱ اوت ۲۰۰۲     |
| ۱۳۲۷۹۲ | Scottsmith  | ۱۰ اوت ۲۰۰۲     |
| ۱۳۲۷۹۳ | 2002 PJ155  | ۸ اوت ۲۰۰۲      |
| ۱۳۲۷۹۴ | 2002 PS155  | ۸ اوت ۲۰۰۲      |
| ۱۳۲۷۹۵ | 2002 PU161  | ۸ اوت ۲۰۰۲      |
| ۱۳۲۷۹۶ | 2002 PR162  | ۸ اوت ۲۰۰۲      |
| ۱۳۲۷۹۷ | 2002 PW166  | ۱۵ اوت ۲۰۰۲     |
| ۱۳۲۷۹۸ | Kurti       | ۸ اوت ۲۰۰۲      |
| ۱۳۲۷۹۹ | 2002 PG171  | ۱۱ اوت ۲۰۰۲     |
| ۱۳۲۷۹۹ | 2002 QM     | ۱۶ اوت ۲۰۰۲     |
| ۱۳۲۸۰۱ | 2002 QJ1    | ۱۶ اوت ۲۰۰۲     |
| ۱۳۲۸۰۲ | 2002 QV1    | ۱۶ اوت ۲۰۰۲     |
| ۱۳۲۸۰۳ | 2002 QP7    | ۱۶ اوت ۲۰۰۲     |
| ۱۳۲۸۰۴ | 2002 QP8    | ۱۹ اوت ۲۰۰۲     |
| ۱۳۲۸۰۵ | 2002 QQ8    | ۱۹ اوت ۲۰۰۲     |
| ۱۳۲۸۰۶ | 2002 QF9    | ۱۹ اوت ۲۰۰۲     |
| ۱۳۲۸۰۷ | 2002 QV28   | ۲۹ اوت ۲۰۰۲     |
| ۱۳۲۸۰۸ | 2002 QN30   | ۲۹ اوت ۲۰۰۲     |
| ۱۳۲۸۰۹ | 2002 QO30   | ۲۹ اوت ۲۰۰۲     |
| ۱۳۲۸۱۰ | 2002 QW31   | ۲۹ اوت ۲۰۰۲     |
| ۱۳۲۸۱۱ | 2002 QG32   | ۲۹ اوت ۲۰۰۲     |
| ۱۳۲۸۱۲ | 2002 QX34   | ۲۹ اوت ۲۰۰۲     |
| ۱۳۲۸۱۳ | 2002 QY34   | ۲۹ اوت ۲۰۰۲     |
| ۱۳۲۸۱۴ | 2002 QE40   | ۳۰ اوت ۲۰۰۲     |
| ۱۳۲۸۱۵ | 2002 QX46   | ۳۰ اوت ۲۰۰۲     |
| ۱۳۲۸۱۶ | 2002 QL49   | ۲۹ اوت ۲۰۰۲     |
| ۱۳۲۸۱۷ | 2002 QE51   | ۲۸ اوت ۲۰۰۲     |
| ۱۳۲۸۱۸ | 2002 QK60   | ۲۶ اوت ۲۰۰۲     |
| ۱۳۲۸۱۹ | 2002 QN64   | ۱۸ اوت ۲۰۰۲     |
| ۱۳۲۸۲۰ | Miskotte    | ۱۷ اوت ۲۰۰۲     |
| ۱۳۲۸۲۱ | 2002 QR68   | ۱۸ اوت ۲۰۰۲     |
| ۱۳۲۸۲۲ | 2002 QN69   | ۱۸ اوت ۲۰۰۲     |
| ۱۳۲۸۲۳ | 2002 QW74   | ۳۰ اوت ۲۰۰۲     |
| ۱۳۲۸۲۴ | 2002 QE79   | ۱۷ اوت ۲۰۰۲     |
| ۱۳۲۸۲۵ | Shizu-Mao   | ۱۶ اوت ۲۰۰۲     |
| ۱۳۲۸۲۶ | 2002 QR87   | ۲۷ اوت ۲۰۰۲     |
| ۱۳۲۸۲۷ | 2002 RK1    | ۱ سپتامبر ۲۰۰۲  |
| ۱۳۲۸۲۸ | 2002 RA2    | ۴ سپتامبر ۲۰۰۲  |
| ۱۳۲۸۲۹ | 2002 RG4    | ۳ سپتامبر ۲۰۰۲  |
| ۱۳۲۸۳۰ | 2002 RQ7    | ۳ سپتامبر ۲۰۰۲  |
| ۱۳۲۸۳۱ | 2002 RO10   | ۴ سپتامبر ۲۰۰۲  |
| ۱۳۲۸۳۲ | 2002 RX12   | ۴ سپتامبر ۲۰۰۲  |
| ۱۳۲۸۳۳ | 2002 RM14   | ۴ سپتامبر ۲۰۰۲  |
| ۱۳۲۸۳۴ | 2002 RG17   | ۴ سپتامبر ۲۰۰۲  |
| ۱۳۲۸۳۵ | 2002 RJ17   | ۴ سپتامبر ۲۰۰۲  |
| ۱۳۲۸۳۶ | 2002 RY20   | ۴ سپتامبر ۲۰۰۲  |
| ۱۳۲۸۳۷ | 2002 RH26   | ۴ سپتامبر ۲۰۰۲  |
| ۱۳۲۸۳۸ | 2002 RT27   | ۳ سپتامبر ۲۰۰۲  |
| ۱۳۲۸۳۹ | 2002 RN30   | ۴ سپتامبر ۲۰۰۲  |
| ۱۳۲۸۴۰ | 2002 RV31   | ۴ سپتامبر ۲۰۰۲  |
| ۱۳۲۸۴۱ | 2002 RV33   | ۴ سپتامبر ۲۰۰۲  |
| ۱۳۲۸۴۲ | 2002 RZ33   | ۴ سپتامبر ۲۰۰۲  |
| ۱۳۲۸۴۳ | 2002 RG37   | ۵ سپتامبر ۲۰۰۲  |
| ۱۳۲۸۴۴ | 2002 RW39   | ۵ سپتامبر ۲۰۰۲  |
| ۱۳۲۸۴۵ | 2002 RY40   | ۵ سپتامبر ۲۰۰۲  |
| ۱۳۲۸۴۶ | 2002 RD41   | ۵ سپتامبر ۲۰۰۲  |
| ۱۳۲۸۴۷ | 2002 RS46   | ۵ سپتامبر ۲۰۰۲  |
| ۱۳۲۸۴۸ | 2002 RK47   | ۵ سپتامبر ۲۰۰۲  |
| ۱۳۲۸۴۹ | 2002 RZ49   | ۵ سپتامبر ۲۰۰۲  |
| ۱۳۲۸۵۰ | 2002 RL51   | ۵ سپتامبر ۲۰۰۲  |
| ۱۳۲۸۵۱ | 2002 RS51   | ۵ سپتامبر ۲۰۰۲  |
| ۱۳۲۸۵۲ | 2002 RN53   | ۵ سپتامبر ۲۰۰۲  |
| ۱۳۲۸۵۳ | 2002 RJ55   | ۵ سپتامبر ۲۰۰۲  |
| ۱۳۲۸۵۴ | 2002 RZ55   | ۵ سپتامبر ۲۰۰۲  |
| ۱۳۲۸۵۵ | 2002 RE60   | ۵ سپتامبر ۲۰۰۲  |
| ۱۳۲۸۵۶ | 2002 RK61   | ۵ سپتامبر ۲۰۰۲  |
| ۱۳۲۸۵۷ | 2002 RE67   | ۳ سپتامبر ۲۰۰۲  |
| ۱۳۲۸۵۸ | 2002 RC69   | ۴ سپتامبر ۲۰۰۲  |
| ۱۳۲۸۵۹ | 2002 RE70   | ۴ سپتامبر ۲۰۰۲  |
| ۱۳۲۸۶۰ | 2002 RJ70   | ۴ سپتامبر ۲۰۰۲  |
| ۱۳۲۸۶۱ | 2002 RO74   | ۵ سپتامبر ۲۰۰۲  |
| ۱۳۲۸۶۲ | 2002 RN78   | ۵ سپتامبر ۲۰۰۲  |
| ۱۳۲۸۶۳ | 2002 RM79   | ۵ سپتامبر ۲۰۰۲  |
| ۱۳۲۸۶۴ | 2002 RN82   | ۵ سپتامبر ۲۰۰۲  |
| ۱۳۲۸۶۵ | 2002 RA83   | ۵ سپتامبر ۲۰۰۲  |
| ۱۳۲۸۶۶ | 2002 RW84   | ۵ سپتامبر ۲۰۰۲  |
| ۱۳۲۸۶۷ | 2002 RB94   | ۵ سپتامبر ۲۰۰۲  |
| ۱۳۲۸۶۸ | 2002 RO95   | ۵ سپتامبر ۲۰۰۲  |
| ۱۳۲۸۶۹ | 2002 RX98   | ۵ سپتامبر ۲۰۰۲  |
| ۱۳۲۸۷۰ | 2002 RJ101  | ۵ سپتامبر ۲۰۰۲  |
| ۱۳۲۸۷۱ | 2002 RW105  | ۵ سپتامبر ۲۰۰۲  |
| ۱۳۲۸۷۲ | 2002 RU109  | ۶ سپتامبر ۲۰۰۲  |
| ۱۳۲۸۷۳ | 2002 RB114  | ۵ سپتامبر ۲۰۰۲  |
| ۱۳۲۸۷۴ | Latinovits  | ۹ سپتامبر ۲۰۰۲  |
| ۱۳۲۸۷۵ | 2002 RS120  | ۷ سپتامبر ۲۰۰۲  |
| ۱۳۲۸۷۶ | 2002 RA121  | ۷ سپتامبر ۲۰۰۲  |
| ۱۳۲۸۷۷ | 2002 RT124  | ۹ سپتامبر ۲۰۰۲  |
| ۱۳۲۸۷۸ | 2002 RD125  | ۷ سپتامبر ۲۰۰۲  |
| ۱۳۲۸۷۹ | 2002 RQ128  | ۱۰ سپتامبر ۲۰۰۲ |
| ۱۳۲۸۸۰ | 2002 RU132  | ۹ سپتامبر ۲۰۰۲  |
| ۱۳۲۸۸۱ | 2002 RS133  | ۱۰ سپتامبر ۲۰۰۲ |
| ۱۳۲۸۸۲ | 2002 RL135  | ۱۰ سپتامبر ۲۰۰۲ |
| ۱۳۲۸۸۳ | 2002 RN138  | ۱۰ سپتامبر ۲۰۰۲ |
| ۱۳۲۸۸۴ | 2002 RJ148  | ۱۱ سپتامبر ۲۰۰۲ |
| ۱۳۲۸۸۵ | 2002 RK149  | ۱۱ سپتامبر ۲۰۰۲ |
| ۱۳۲۸۸۶ | 2002 RM149  | ۱۱ سپتامبر ۲۰۰۲ |
| ۱۳۲۸۸۷ | 2002 RU155  | ۱۱ سپتامبر ۲۰۰۲ |
| ۱۳۲۸۸۸ | 2002 RT156  | ۱۱ سپتامبر ۲۰۰۲ |
| ۱۳۲۸۸۹ | 2002 RV164  | ۱۲ سپتامبر ۲۰۰۲ |
| ۱۳۲۸۹۰ | 2002 RM169  | ۱۳ سپتامبر ۲۰۰۲ |
| ۱۳۲۸۹۱ | 2002 RY173  | ۱۳ سپتامبر ۲۰۰۲ |
| ۱۳۲۸۹۲ | 2002 RH175  | ۱۳ سپتامبر ۲۰۰۲ |
| ۱۳۲۸۹۳ | 2002 RY184  | ۱۲ سپتامبر ۲۰۰۲ |
| ۱۳۲۸۹۴ | 2002 RJ186  | ۱۲ سپتامبر ۲۰۰۲ |
| ۱۳۲۸۹۵ | 2002 RH188  | ۱۳ سپتامبر ۲۰۰۲ |
| ۱۳۲۸۹۶ | 2002 RM188  | ۱۳ سپتامبر ۲۰۰۲ |
| ۱۳۲۸۹۷ | 2002 RF189  | ۱۳ سپتامبر ۲۰۰۲ |
| ۱۳۲۸۹۸ | 2002 RN204  | ۱۴ سپتامبر ۲۰۰۲ |
| ۱۳۲۸۹۹ | 2002 RO212  | ۱۵ سپتامبر ۲۰۰۲ |
| ۱۳۲۹۰۰ | 2002 RN215  | ۱۳ سپتامبر ۲۰۰۲ |
| ۱۳۲۹۰۱ | 2002 RF230  | ۱۵ سپتامبر ۲۰۰۲ |
| ۱۳۲۹۰۲ | 2002 RO233  | ۸ سپتامبر ۲۰۰۲  |
| ۱۳۲۹۰۳ | 2002 RG234  | ۱۴ سپتامبر ۲۰۰۲ |
| ۱۳۲۹۰۴ | 2002 RB237  | ۱۲ سپتامبر ۲۰۰۲ |
| ۱۳۲۹۰۵ | 2002 RS237  | ۱۵ سپتامبر ۲۰۰۲ |
| ۱۳۲۹۰۶ | 2002 RO247  | ۹ سپتامبر ۲۰۰۲  |
| ۱۳۲۹۰۷ | 2002 RC248  | ۱۵ سپتامبر ۲۰۰۲ |
| ۱۳۲۹۰۸ | 2002 SW13   | ۲۷ سپتامبر ۲۰۰۲ |
| ۱۳۲۹۰۹ | 2002 SS14   | ۲۷ سپتامبر ۲۰۰۲ |
| ۱۳۲۹۱۰ | 2002 SL16   | ۲۷ سپتامبر ۲۰۰۲ |
| ۱۳۲۹۱۱ | 2002 SH19   | ۲۷ سپتامبر ۲۰۰۲ |
| ۱۳۲۹۱۲ | 2002 SX21   | ۲۶ سپتامبر ۲۰۰۲ |
| ۱۳۲۹۱۳ | 2002 SJ24   | ۲۷ سپتامبر ۲۰۰۲ |
| ۱۳۲۹۱۴ | 2002 SX25   | ۲۸ سپتامبر ۲۰۰۲ |
| ۱۳۲۹۱۵ | 2002 SV27   | ۲۶ سپتامبر ۲۰۰۲ |
| ۱۳۲۹۱۶ | 2002 SE28   | ۲۹ سپتامبر ۲۰۰۲ |
| ۱۳۲۹۱۷ | 2002 SW29   | ۲۸ سپتامبر ۲۰۰۲ |
| ۱۳۲۹۱۸ | 2002 SN30   | ۲۸ سپتامبر ۲۰۰۲ |
| ۱۳۲۹۱۹ | 2002 SX34   | ۲۹ سپتامبر ۲۰۰۲ |
| ۱۳۲۹۲۰ | 2002 SY37   | ۲۹ سپتامبر ۲۰۰۲ |
| ۱۳۲۹۲۱ | 2002 SA42   | ۲۸ سپتامبر ۲۰۰۲ |
| ۱۳۲۹۲۲ | 2002 SJ43   | ۲۸ سپتامبر ۲۰۰۲ |
| ۱۳۲۹۲۳ | 2002 SM47   | ۳۰ سپتامبر ۲۰۰۲ |
| ۱۳۲۹۲۴ | 2002 SF49   | ۳۰ سپتامبر ۲۰۰۲ |
| ۱۳۲۹۲۵ | 2002 SO49   | ۳۰ سپتامبر ۲۰۰۲ |
| ۱۳۲۹۲۶ | 2002 SA50   | ۳۰ سپتامبر ۲۰۰۲ |
| ۱۳۲۹۲۷ | 2002 SQ52   | ۱۸ سپتامبر ۲۰۰۲ |
| ۱۳۲۹۲۸ | 2002 SD53   | ۱۸ سپتامبر ۲۰۰۲ |
| ۱۳۲۹۲۹ | 2002 SY54   | ۳۰ سپتامبر ۲۰۰۲ |
| ۱۳۲۹۳۰ | 2002 ST56   | ۳۰ سپتامبر ۲۰۰۲ |
| ۱۳۲۹۳۱ | 2002 SQ61   | ۱۶ سپتامبر ۲۰۰۲ |
| ۱۳۲۹۳۲ | 2002 SO64   | ۲۷ سپتامبر ۲۰۰۲ |
| ۱۳۲۹۳۲ | 2002 TC     | ۱ اکتبر ۲۰۰۲    |
| ۱۳۲۹۳۴ | 2002 TC11   | ۱ اکتبر ۲۰۰۲    |
| ۱۳۲۹۳۵ | 2002 TO14   | ۱ اکتبر ۲۰۰۲    |
| ۱۳۲۹۳۶ | 2002 TC16   | ۲ اکتبر ۲۰۰۲    |
| ۱۳۲۹۳۷ | 2002 TN19   | ۲ اکتبر ۲۰۰۲    |
| ۱۳۲۹۳۸ | 2002 TC28   | ۲ اکتبر ۲۰۰۲    |
| ۱۳۲۹۳۹ | 2002 TV31   | ۲ اکتبر ۲۰۰۲    |
| ۱۳۲۹۴۰ | 2002 TW32   | ۲ اکتبر ۲۰۰۲    |
| ۱۳۲۹۴۱ | 2002 TG40   | ۲ اکتبر ۲۰۰۲    |
| ۱۳۲۹۴۲ | 2002 TB41   | ۲ اکتبر ۲۰۰۲    |
| ۱۳۲۹۴۳ | 2002 TC42   | ۲ اکتبر ۲۰۰۲    |
| ۱۳۲۹۴۴ | 2002 TS46   | ۲ اکتبر ۲۰۰۲    |
| ۱۳۲۹۴۵ | 2002 TQ54   | ۲ اکتبر ۲۰۰۲    |
| ۱۳۲۹۴۶ | 2002 TG59   | ۴ اکتبر ۲۰۰۲    |
| ۱۳۲۹۴۷ | 2002 TB61   | ۳ اکتبر ۲۰۰۲    |
| ۱۳۲۹۴۸ | 2002 TL64   | ۴ اکتبر ۲۰۰۲    |
| ۱۳۲۹۴۹ | 2002 TE71   | ۳ اکتبر ۲۰۰۲    |
| ۱۳۲۹۵۰ | 2002 TH71   | ۳ اکتبر ۲۰۰۲    |
| ۱۳۲۹۵۱ | 2002 TN71   | ۳ اکتبر ۲۰۰۲    |
| ۱۳۲۹۵۲ | 2002 TM72   | ۳ اکتبر ۲۰۰۲    |
| ۱۳۲۹۵۳ | 2002 TM83   | ۲ اکتبر ۲۰۰۲    |
| ۱۳۲۹۵۴ | 2002 TT83   | ۲ اکتبر ۲۰۰۲    |
| ۱۳۲۹۵۵ | 2002 TD85   | ۲ اکتبر ۲۰۰۲    |
| ۱۳۲۹۵۶ | 2002 TG95   | ۳ اکتبر ۲۰۰۲    |
| ۱۳۲۹۵۷ | 2002 TW95   | ۳ اکتبر ۲۰۰۲    |
| ۱۳۲۹۵۸ | 2002 TR108  | ۱ اکتبر ۲۰۰۲    |
| ۱۳۲۹۵۹ | 2002 TW108  | ۱ اکتبر ۲۰۰۲    |
| ۱۳۲۹۶۰ | 2002 TL115  | ۳ اکتبر ۲۰۰۲    |
| ۱۳۲۹۶۱ | 2002 TG117  | ۳ اکتبر ۲۰۰۲    |
| ۱۳۲۹۶۲ | 2002 TZ117  | ۳ اکتبر ۲۰۰۲    |
| ۱۳۲۹۶۳ | 2002 TM122  | ۴ اکتبر ۲۰۰۲    |
| ۱۳۲۹۶۴ | 2002 TH126  | ۴ اکتبر ۲۰۰۲    |
| ۱۳۲۹۶۵ | 2002 TC131  | ۴ اکتبر ۲۰۰۲    |
| ۱۳۲۹۶۶ | 2002 TF131  | ۴ اکتبر ۲۰۰۲    |
| ۱۳۲۹۶۷ | 2002 TW133  | ۴ اکتبر ۲۰۰۲    |
| ۱۳۲۹۶۸ | 2002 TT136  | ۴ اکتبر ۲۰۰۲    |
| ۱۳۲۹۶۹ | 2002 TS137  | ۴ اکتبر ۲۰۰۲    |
| ۱۳۲۹۷۰ | 2002 TQ142  | ۴ اکتبر ۲۰۰۲    |
| ۱۳۲۹۷۱ | 2002 TM143  | ۴ اکتبر ۲۰۰۲    |
| ۱۳۲۹۷۲ | 2002 TW164  | ۵ اکتبر ۲۰۰۲    |
| ۱۳۲۹۷۳ | 2002 TZ164  | ۲ اکتبر ۲۰۰۲    |
| ۱۳۲۹۷۴ | 2002 TP168  | ۳ اکتبر ۲۰۰۲    |
| ۱۳۲۹۷۵ | 2002 TT172  | ۴ اکتبر ۲۰۰۲    |
| ۱۳۲۹۷۶ | 2002 TF173  | ۴ اکتبر ۲۰۰۲    |
| ۱۳۲۹۷۷ | 2002 TM177  | ۱۱ اکتبر ۲۰۰۲   |
| ۱۳۲۹۷۸ | 2002 TT183  | ۴ اکتبر ۲۰۰۲    |
| ۱۳۲۹۷۹ | 2002 TJ186  | ۴ اکتبر ۲۰۰۲    |
| ۱۳۲۹۸۰ | 2002 TM188  | ۴ اکتبر ۲۰۰۲    |
| ۱۳۲۹۸۱ | 2002 TD190  | ۶ اکتبر ۲۰۰۲    |
| ۱۳۲۹۸۲ | 2002 TX192  | ۳ اکتبر ۲۰۰۲    |
| ۱۳۲۹۸۳ | 2002 TV196  | ۴ اکتبر ۲۰۰۲    |
| ۱۳۲۹۸۴ | 2002 TO197  | ۴ اکتبر ۲۰۰۲    |
| ۱۳۲۹۸۵ | 2002 TV198  | ۵ اکتبر ۲۰۰۲    |
| ۱۳۲۹۸۶ | 2002 TD205  | ۴ اکتبر ۲۰۰۲    |
| ۱۳۲۹۸۷ | 2002 TO205  | ۴ اکتبر ۲۰۰۲    |
| ۱۳۲۹۸۸ | 2002 TM211  | ۵ اکتبر ۲۰۰۲    |
| ۱۳۲۹۸۹ | 2002 TX219  | ۵ اکتبر ۲۰۰۲    |
| ۱۳۲۹۹۰ | 2002 TV226  | ۸ اکتبر ۲۰۰۲    |
| ۱۳۲۹۹۱ | 2002 TY227  | ۸ اکتبر ۲۰۰۲    |
| ۱۳۲۹۹۲ | 2002 TS230  | ۷ اکتبر ۲۰۰۲    |
| ۱۳۲۹۹۳ | 2002 TK234  | ۶ اکتبر ۲۰۰۲    |
| ۱۳۲۹۹۴ | 2002 TP240  | ۶ اکتبر ۲۰۰۲    |
| ۱۳۲۹۹۵ | 2002 TY241  | ۷ اکتبر ۲۰۰۲    |
| ۱۳۲۹۹۶ | 2002 TT253  | ۹ اکتبر ۲۰۰۲    |
| ۱۳۲۹۹۷ | 2002 TO258  | ۹ اکتبر ۲۰۰۲    |
| ۱۳۲۹۹۸ | 2002 TL269  | ۹ اکتبر ۲۰۰۲    |
| ۱۳۲۹۹۹ | 2002 TO269  | ۹ اکتبر ۲۰۰۲    |
| ۱۳۳۰۰۰ | 2002 TL278  | ۱۰ اکتبر ۲۰۰۲   |